# História da Póvoa de Varzim

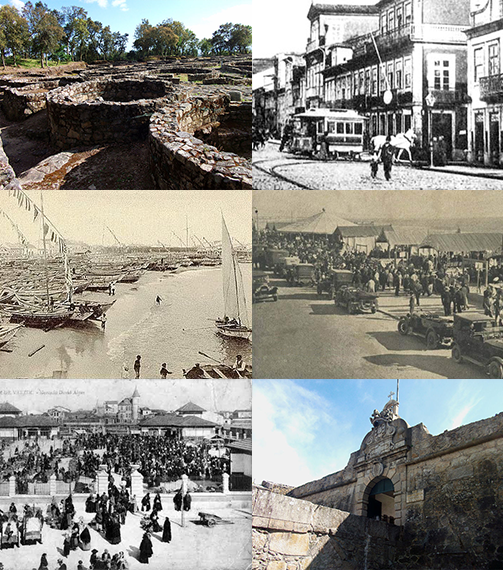
No sentido dos ponteiros do relógio: Ruínas da Cividade de Terroso, Americano na Praça do Almada em 1880, Avenida dos Banhos em 1921, Portão de Armas do Castelo da Póvoa, Praça Marquês de Pombal em 1909, Porto da Póvoa de Varzim na viragem do século XIX ao XX

A História da Póvoa de Varzim, cidade de Portugal, está desde épocas pré-romanas ligada ao mar, nomeadamente comércio marítimo e pesca, devido a estar localizada num dos melhores portos naturais portugueses. José Hermano Saraiva considerou-a uma cidade histórica complexa, de raiz piscatória, campestre e burguesa, onde artefactos de períodos distintos da história se misturam e se sobrepõem, tornando-se uma cidade de leitura pouco fácil.
As primeiras populações fixaram-se no seu território entre quatro a seis mil anos atrás. Por volta de 900 a.C., a instabilidade na região levou à fundação de uma cidade castreja fortificada, a Cividade de Terroso, que desenvolveu rotas de comércio marítimo com as civilizações da antiguidade clássica, em especial Cartagineses e Romanos. A influência económica e cultural destas duas potências rivais arcaicas é verificável no território poveiro através de achados arqueológicos.
A Póvoa de Varzim moderna emergiu depois da conquista da cividade pela República Romana por volta de 138 a.C., a pesca e fábricas de pescado desenvolveram-se pouco depois, constituindo as bases da economia local desde então. Em 1033, a pesca e campos férteis eram a base de um grande senhorio feudal, organizado na Honra de Varzim, no qual as heranças de inúmeras propriedades feudais eram mantidas juntas e administradas como uma unidade. A partir do reinado de Sancho I, Varzim foi ferozmente disputada entre a Honra de Varzim e os primeiros réis de Portugal, o que levou à criação do município em 1308 e ser submetida ao poder monástico poucos anos depois. A importância da Póvoa de Varzim reemergiu com a Época dos Descobrimentos, com o apoio do rei Manuel I, e devido à competência e riqueza dos seus construtores navais e navegantes, que negociavam à volta do mundo em rotas comerciais complexas. O poveiro, com a riqueza adquirida no comércio marítimo, usou da sua influência para libertar o burgo do poder monástico instituído em 1318 e, posteriormente, com o apoio da Arquidiocese de Braga, a porção do seu território controlado pela Casa de Bragança.
Pelo século XVII, a indústria de transformação de pescado tomou novo alento e, no século XVIII, a Póvoa tornou-se no porto pesqueiro dominante no Norte de Portugal e acaba por dominar cultural e demograficamente a região circundante. Neste século inicia-se a tradição da Póvoa como praia balnear, e a cidade toma feição cosmopolita no século XIX, em plena Belle Epoque, o que instituiu uma cultura literária influente e patrocínio na música e no teatro de alcance nacional.
O seu desenvolvimento sofreu fortes constrangimentos desde as lutas destrutivas entre os senhores feudais de Varzim e os primeiros réis de Portugal, a fragmentação do seu território, o domínio monástico e, mais recentemente, o desenvolvimento de um estado bastante centralizado.

## Etimologia
O gentílico de origem romana Euracini foi evoluindo ao longo de séculos, de EURACINI passou a URACINI → VRACINI → VERACINI → VERAZINI → VERAZIM → VARAZIM até chegar ao VARZIM dos dias de hoje. A prova da evolução do nome Varzim figura, curiosamente, nos primeiros documentos escritos em português. O nome Villa Euracini aparece pela primeira vez documentado a 26 de Março de 953, no Livro da Condessa Mumadona Dias, em Guimarães. Desde então, várias denominações da cidade têm sido conhecidas: Vila Ueracini (1033), Vila Uerazini (1061), Vila Ueracin (1206), Varazim (1308), Bajlya da Poboa Noua de Varazim (1343), Villa da Povoa de Varzim (1514).
Todavia, outrora era popular uma outra origem para o nome Varzim, havendo ainda quem o classificasse de origem germânica dado ser da época da reconquista a mais antiga referência e além de aspectos culturais e históricos. Dados arqueológicos mais recentes e de evolução linguística, colocam "Varzim" como de origem romana. Existe ainda uma outra teoria de que derivaria de "Várzea". Esta teoria encontra-se totalmente desacreditada, mas é comum ressurgir quando são usadas como referências documentos antigos, cujos autores desconheciam a documentação medieval.
A palavra Póvoa, um tipo de povoamento medieval, foi adicionada em 1308 pelo rei D. Dinis aquando do foral em que o rei ordena a criação de uma póvoa no seu reguengo em Varzim.

## Povoamento e a Póvoa pré-histórica
As origens do povoamento da Póvoa de Varzim datam de cerca 200 000 a.C., durante o Paleolítico Inferior com o achado de um biface acheulense em Beiriz e com os mesmos indícios acheulianos nas terras vizinhas de Vila do Conde e Barcelos. Os vestígios mais antigos, datados do Paleolítico, foram achados a norte da cidade, comprovando a forte atratividade do mar desde tempos muito remotos.
Os primeiros grupos de pastores instalaram-se em todo o litoral por volta do IV milénio e os inícios do II milénio a.C. As mamoas, nas quais o homem depositava os seus mortos, são os monumentos mais antigos no município. A nascente da cidade contemporânea, uma necrópole do Neolítico-Calcolítico pode ainda ser vista à volta dos montes de São Félix e da Cividade. Ainda são visíveis cinco mamoas: Mamoa de Sejães, Mamoa da Cova da Andorinha, Mamoa de Abade, Mamoa de Monte Redondo e a Mamoa da Estrada, quatro em volta do monte de São Félix, que se encontram todas violadas, e a Mamoa de Sejães na encosta do monte da Cividade que se encontra intacta após milhares de anos de povoamento. Existem ainda evidências de pinturas rupestres no Cabo de Santo André.

## Urbanização castreja e comércio marítimo: 900—138 a.C.

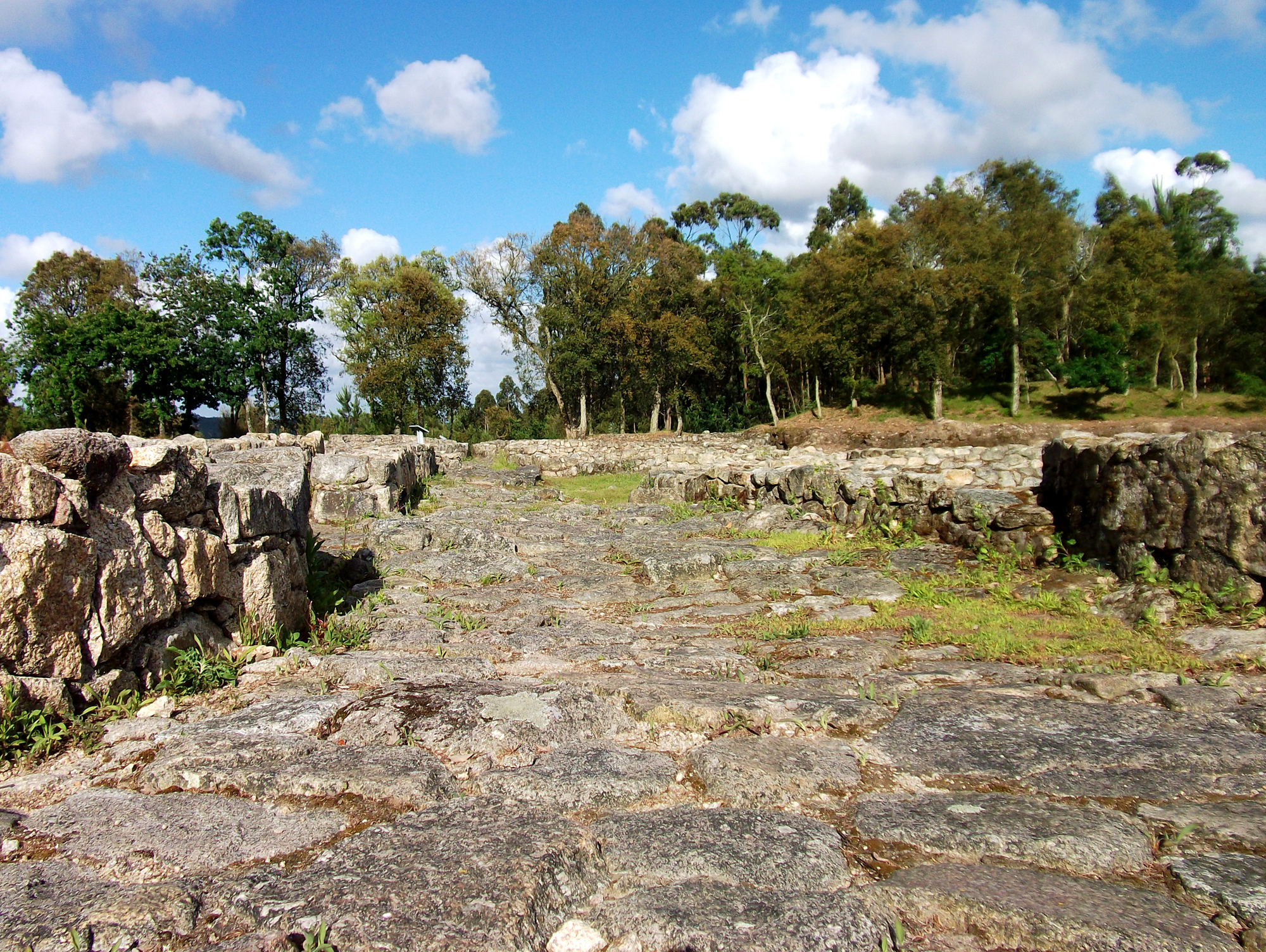
Decúmano, rua central da cidade. Os primeiros edifícios construídos em granito apareceram no século V a.C.

A Era Castreja inicia-se no primeiro milénio a.C., quando algo mudou na região, com os saques e pilhagens levados a cabo por tribos rivais a motivar o abandono da planície litoral para a protecção fornecida pelos montes, em especial no monte mais próximo ao mar, erguendo um povoamento urbano, a que hoje se chama, Cividade de Terroso.
O povoamento da Cividade de Terroso, uma cidade-estado fortemente muralhada, terá sido feito no decurso da Idade do Bronze, entre os anos 900 e 800 a.C., como consequência da deslocação das populações residentes na planície litoral da Póvoa de Varzim. Isto é suportado pela descoberta de fossas ovoides, escavadas em 1981 por Armando Coelho, tendo sido recolhidos fragmentos de quatro vasos deste período. Segundo Armando Coelho:  "fazem supor relações de parentesco, ou melhor dizendo, de filiação mútua, em que a rocha firme sobre que se implantaram, bem como a utilização de elementos de pedra na sua construção, correspondendo ao teor geral da arquitectura da Cividade".

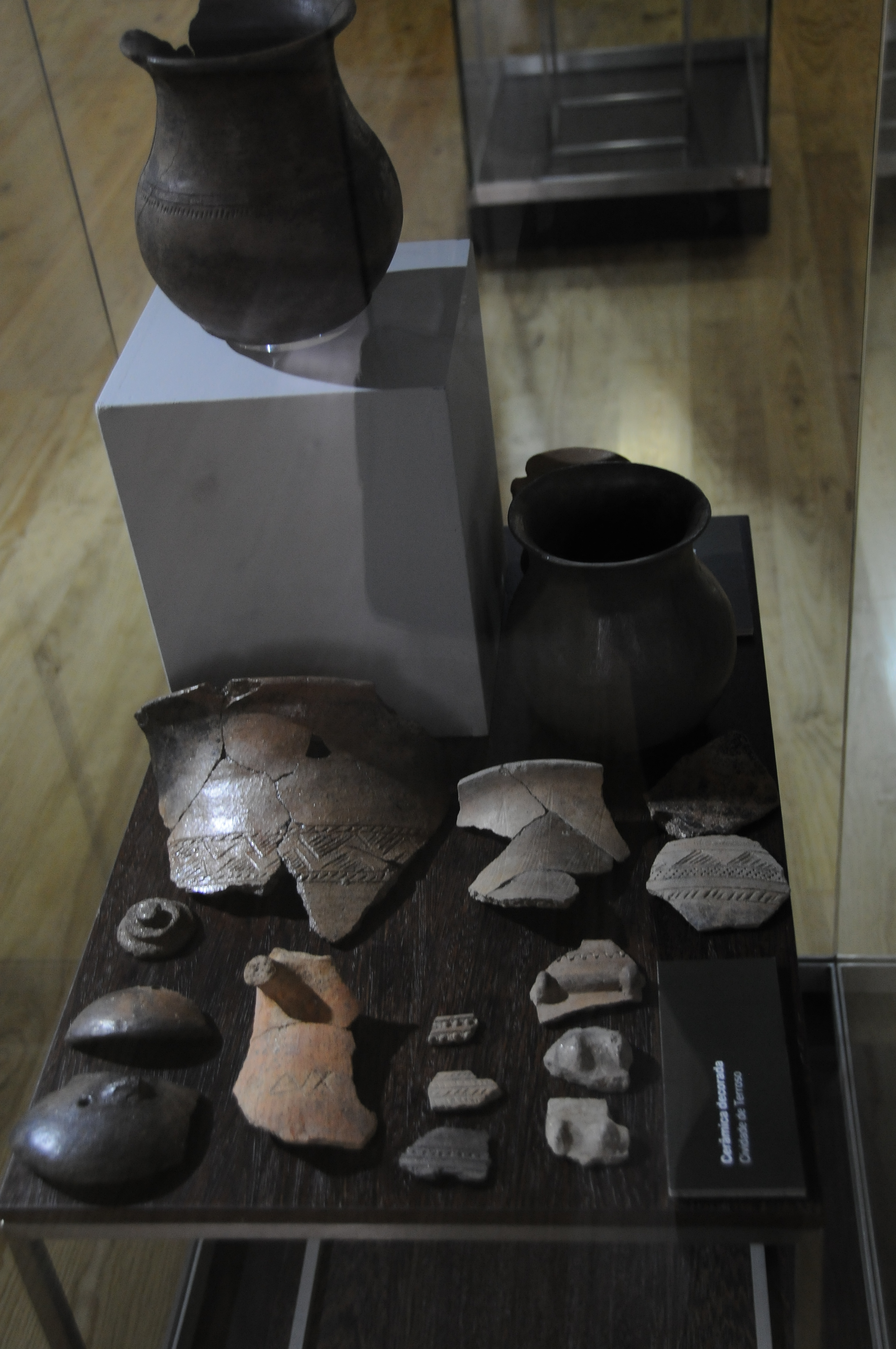
Cerâmica castreja da cividade

No seu apogeu, a acrópole tinha cerca de 12 hectares e passou por várias fases de urbanização: as primeiras construções em pedra só começaram a aparecer no século V a.C., devido à tecnologia dos picos de ferro, com origem na Ásia Menor, e trazida para a Península Ibérica por colonizadores fenícios na costa atlântica durante os séculos VIII e VII a.C. A população dedicava-se à agricultura, pesca, recoleção, pastorícia e trabalhavam os metais, têxteis e cerâmica. As migrações de Túrdulos e Célticos, provenientes do sul da Península e dirigindo-se para norte, são a razão para a melhoria do sistema defensivo dos castros por volta de 500 a.C.
A Cividade mantinha relações comerciais com as civilizações mediterrânicas, e as visitas de fenícios, cartagineses, gregos e romanos tinham como propósito a troca de têxteis e vinho por ouro e estanho. A quase inexistência de vias terrestres na Península Ibérica prejudicava o desenvolvimento comercial, mas não o da Cividade de Terroso, por estar estrategicamente localizada à beira-mar e junto ao Rio Ave. Assim, as trocas comerciais eram vastas.
O comércio externo, dominado pelo estanho, era complementado com comércio doméstico em mercados tribais entre as diferentes cidades e aldeias da cultura castreja, eles trocavam têxteis, metais (ouro, cobre, estanho e chumbo) e artesanato, incluindo produtos exóticos, como vidro ou cerâmica de origem mediterrânica ou de outras áreas da Península. Este comércio era especialmente notável durante o domínio cartaginês do sudeste da Península Ibérica. A influência cartaginesa na cultura castreja da Póvoa de Varzim é evidente pelos achados arqueológicos na cividade e no restante território, notando-se nas jóias femininas, enquanto que as masculinas eram de origem celta. Influências culturais do interior da Península Ibérica também chegaram à cividade.
Ruinas castrejas satélites da cividade foram encontradas no vizinho monte de São Félix, provavelmente o posto de vigia norte da cividade; em Navais, onde resta um topónimo e uma fonte castreja romanizada e em Argivai, onde cerâmicas apareceram à superfície durante obras no IC1 em 1998, e detectados muros durante uma prospeção arqueológica em 2002, este local era, provavelmente, uma quinta castreja.

## Conquista romana e fundação de Varzim:138 a.C.—411

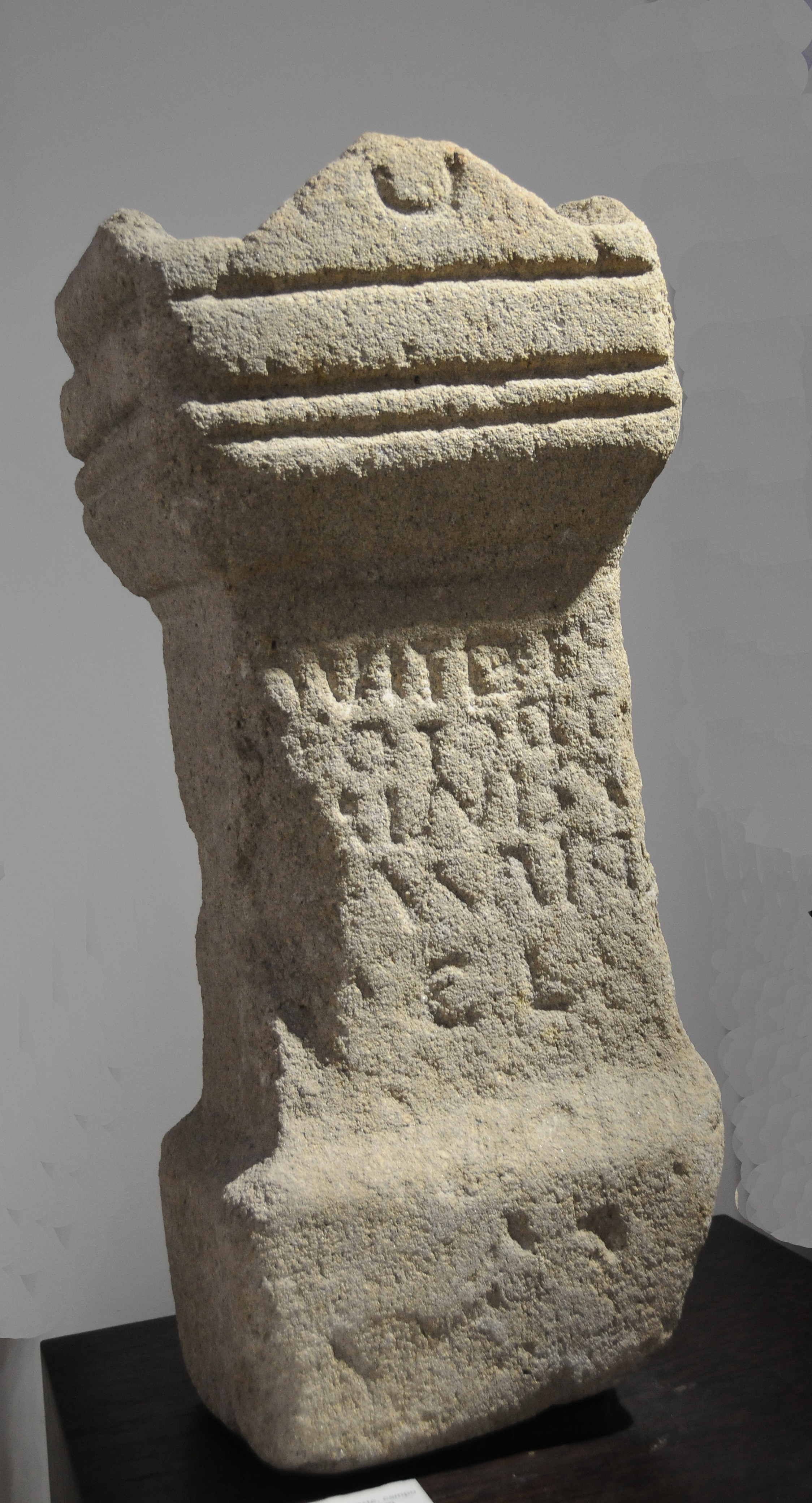
Ara votiva dedicada ao popular deus Marte. Marte foi identificado com Coso, o deus proeminente do litoral castrejo

Durante as guerras púnicas, os Romanos tomaram conhecimento da riqueza da região castreja em ouro e estanho. Viriato, que liderava as hostes lusitanas, impedia o crescimento da República Romana para o norte do rio Douro. O seu assassinato em 138 a.C. abriu caminho para as legiões romanas. Entre este ano e 136 a.C., Décimo Júnio Bruto Galaico vindo do Sul do Douro avançou pela região castreja, esmagou os exércitos castrejos e tomou a Cividade de Terroso deixando-a em ruínas.
A região foi incorporada na República Romana e pacificada durante o domínio de César Augusto. O povo castrejo regressou à planície litoral, onde foi erguida Villa Euracini. A villa ter-se-á localizado no centro histórico da cidade da Póvoa de Varzim. O núcleo do povoamento estaria centrado na Vila Velha, onde foram encontrados vestígios de edifícios (aedificia) e cerâmica.

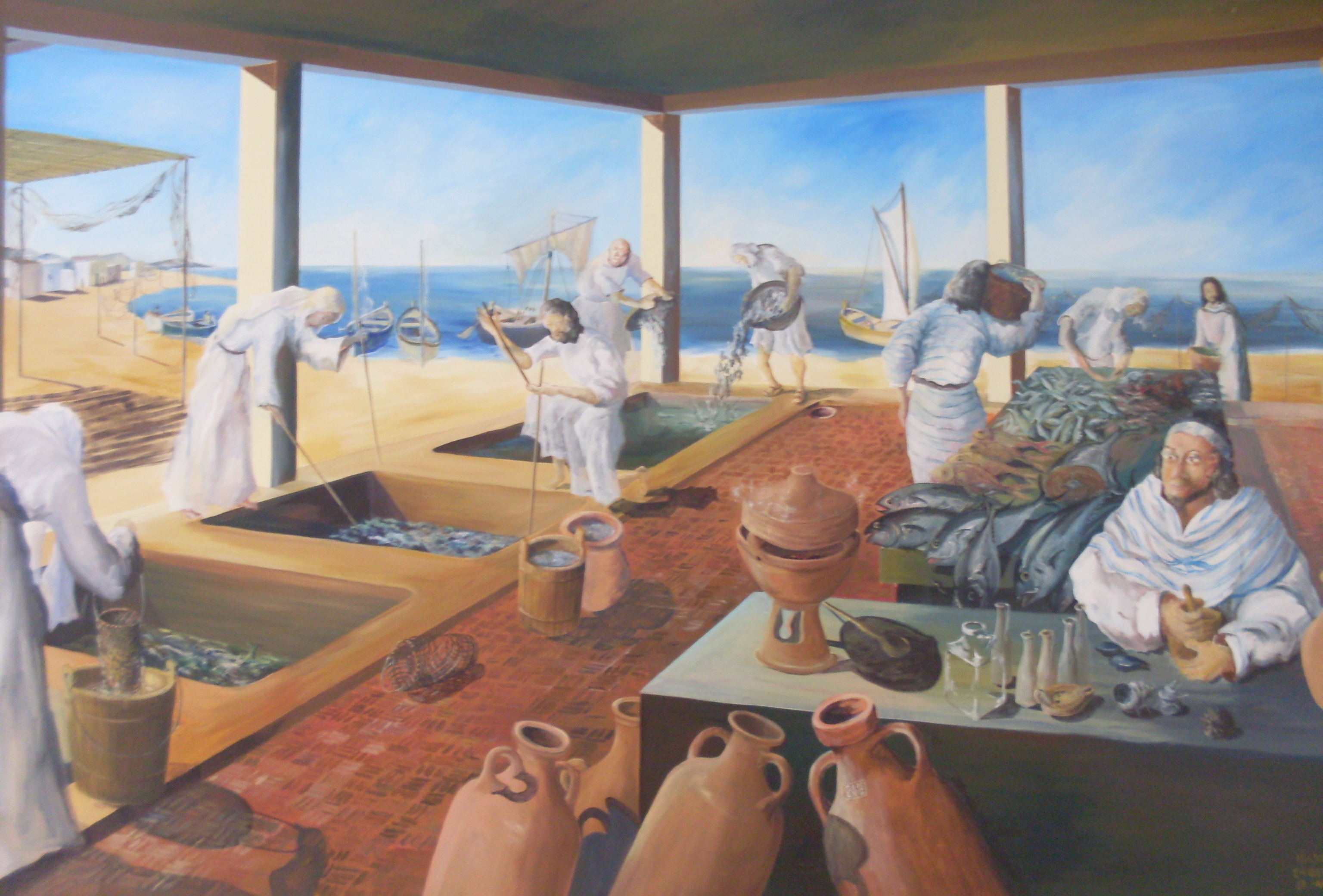
Representação de uma fábrica de peixe romana

A atividade piscatória desenvolveu-se com a criação de fábricas. A cetárias (cetariæ), fábrica localizada junto à costa no Alto de Martim Vaz, era um complexo fabril de salga e transformação de pescado em garo. A fábrica tinha tanques com 2,40 m de largura e de profundidade e estava rodeada de habitações, uma das quais data do século I e edifícios mais recentes. Uma via romana litoral ligaria a zona de Martim Vaz à Foz do Douro, e seguiria para norte, até Caminha. Uma outra fábrica de processamento de peixe e salinas existiam na rua da Junqueira, perto do núcleo de Villa Euracini, onde foram descobertas ruínas de edifícios e vários artefactos, incluindo vasos. Esta fábrica será mais antiga que aquela encontrada a norte da cidade, no Alto de Martim Vaz.
Um complexo de minas romanas foi criado junto ao monte de São Félix, a norte da Cividade de Terroso. Nos dias de hoje, é um pequeno lago denominado Lagoa Negra. Antes da conquista romana, acredita-se que o povo castrejo utilizava estas minas e que o minério, usado na produção das notáveis jóias castrejas da Póvoa de Varzim, tenha sido ali obtido. As minas foram exploradas, de forma significativa, durante o período romano e terão sido o motivo pelo qual a Via Veteres, uma estrada romana, atravessava a costa norte portuguesa.
O Cabo de Santo André, local religioso até aos dias de hoje, é o antigo promontório romano Auário Promontório (Auarius Promontorium), referido por Ptolomeu e com romanização visível. Provavelmente, a importância do local era anterior ao período romano. Uma necrópole romana foi descoberta na Giesteira, zona nascente da cidade. Vestígios desta necrópole foram também encontrados na zona limítrofe de Paredes, incluindo tégula romana.

## Invasões de bárbaros, mouros e normandos: 411—1033

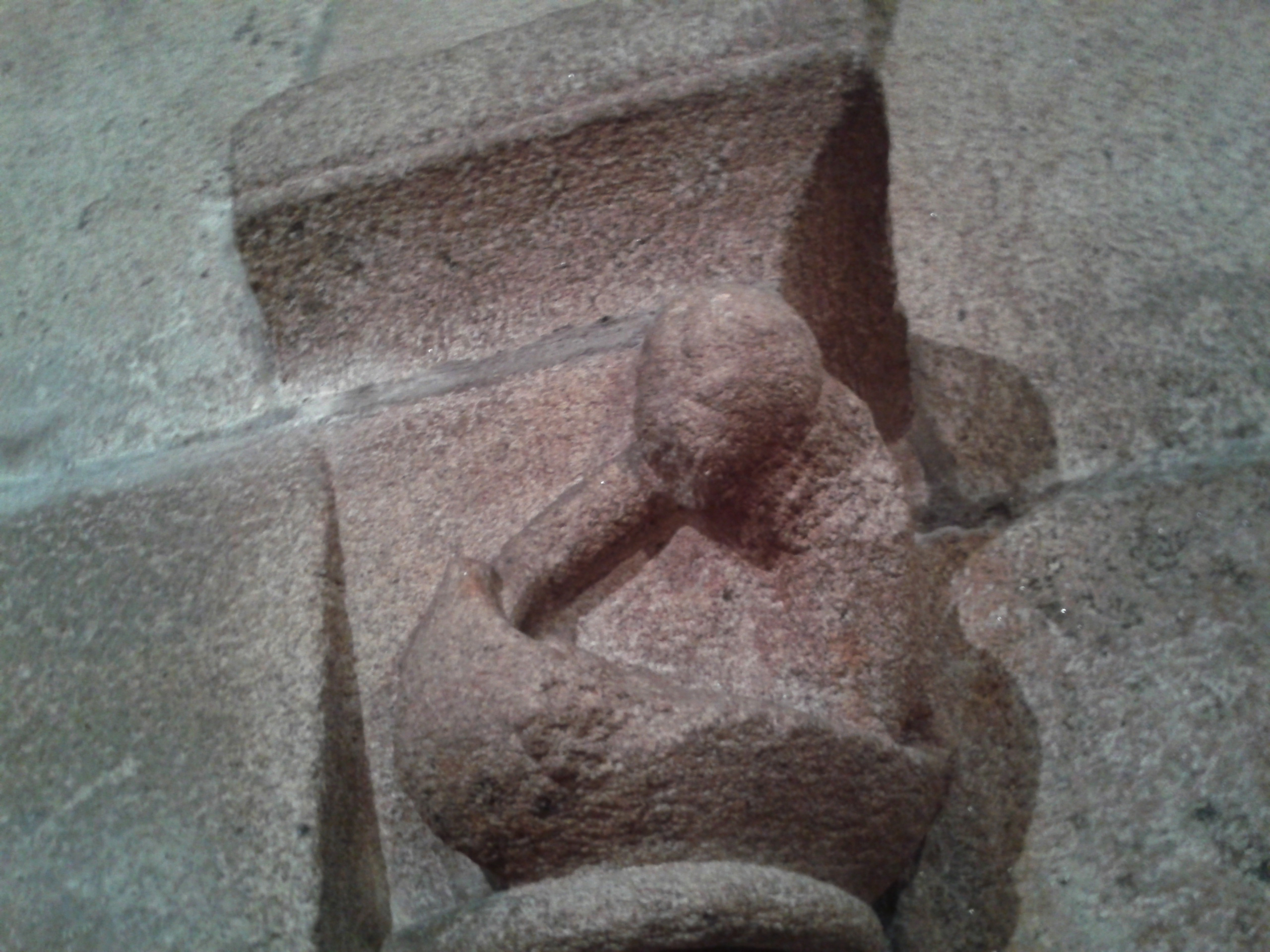
Barco identificado como normando esculpido na igreja do Mosteiro de Rio Mau

Com a queda do Império Romano, populações de origem sueva estabelecem-se na região. Alguns lugares em volta de Villa Euracini denunciam serem nomes de origem sueva, tais como Regufe (de Rec+wulf, lobo) e Argivai (de Argivadi). O povo germânico foi obrigado a povoar zonas rurais. Idácio (c.400-c.469) é muito explícito nisto: "Os Hispânicos, espalhados pelas cidades e ópidos..." e os "Bárbaros, governam nas províncias...".

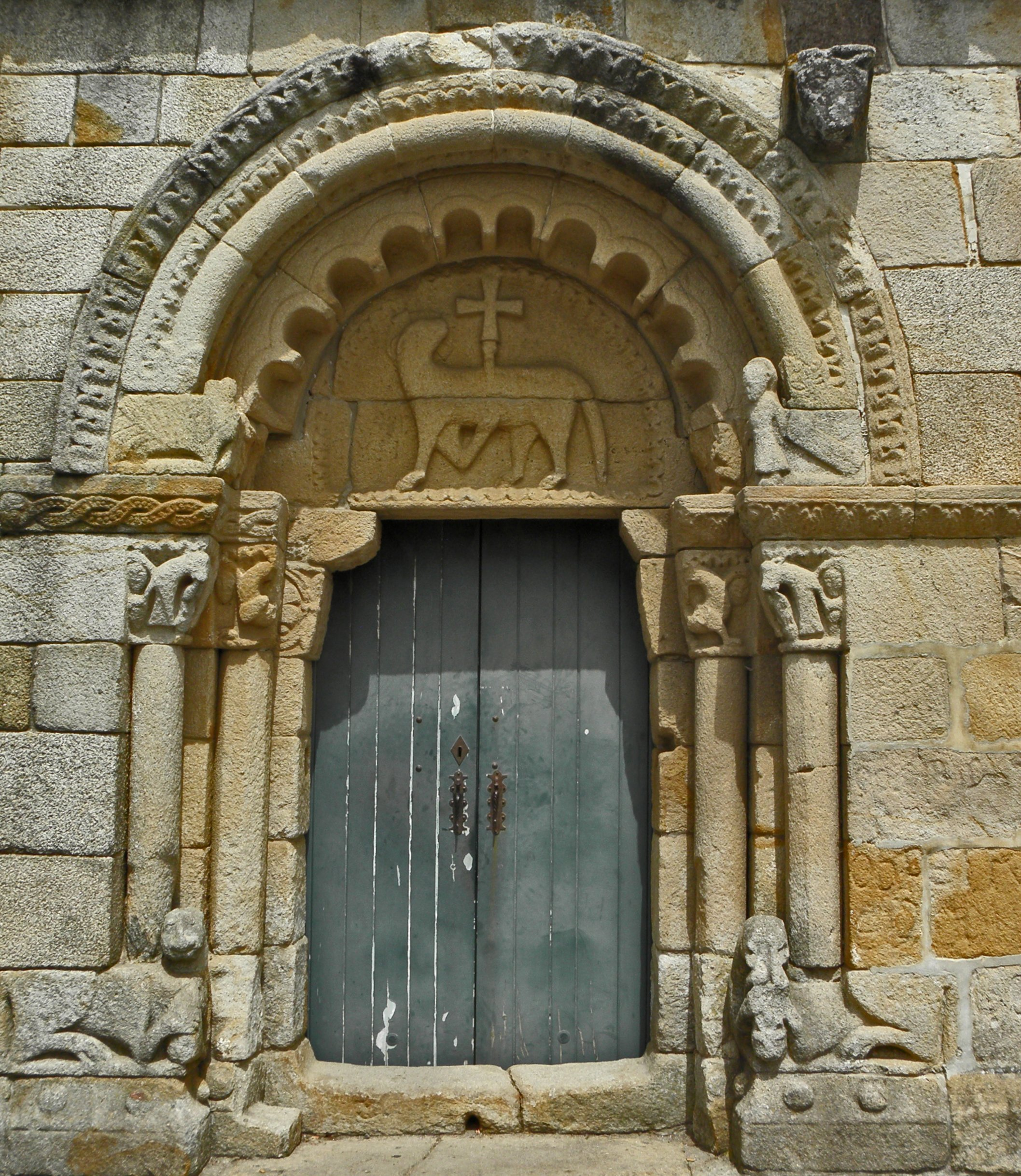
Portal na igreja do Mosteiro de Rates. O templo possui evidências de uma fase de construção nos séculos VI e VII

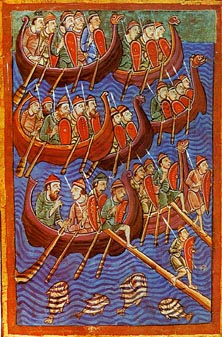
Viquingues dinamarqueses. Entre culturas nórdicas, Heningser constatou que a cultura poveira era especialmente semelhante à dos fiordes da Jutlândia

O Reino Suevo da Galécia foi incorporado como província no Reino Visigótico em 585, mantendo as suas estruturas intactas. Depois da conquista da Península Ibérica pelos mouros, desde 711, a região entre os rios Douro e Minho manteve parte significativa da sua população, numa área social e política na qual não havia poderes estatais atuantes. Esta região cristã que manteve a estrutura do passado romano e romano-germânico organiza-se como sendo o Condado de Portugal, um governo no Reino da Galiza (Reino das Astúrias), posteriormente designado Reino de Leão.
A primeira incursão normanda data de 844 por um grupo de viquingues dinamarqueses, que derrotados junto à Torre de Hércules, pilham toda a costa até ao sul da Península, então sobre domínio mouro, entraram no Mediterrâneo, antes de voltarem para trás, desaparecendo depois da passagem por Faro, Beja e Lisboa. De acordo com alguns autores, entre os quais ibne Haiane, regressaram à Galiza, de onde não saíram. Um segundo grande ataque, com saques por toda a costa, ocorre em 859. Devido a pilharem e destruírem tudo o que encontravam, eram vistos como ameaça pior para a Hispânia que os mouros.
A primeira menção histórica confirmando a existência da Póvoa de Varzim data de 26 de Março de 953 durante o governo de Mumadona Dias, Condessa de Portugal entre 924 e cerca de 950. A condessa mandou construir o castelo de Guimarães para proteger um mosteiro de ataques pelos "gentios", referindo-se aos normandos, os viquingues. Instigados pelo Duque da Normandia, dá-se uma grande incursão em 968 por uma frota de 100 barcos comandados pelo viquingues Gunderedo, considerado entre eles como o rei do mar (sækonungr em nórdico antigo) e que avistaram terra num porto denominado Juncariae e dali dirigiram-se a Iria, destruindo lugares e aldeias. Mantiveram-se por um ano, até que o seu rei e boa parte dos atacantes caírem aos pés do exército liderado pelo conde galego Gonçalo Sanches em 970.
Os normandos atacaram novamente em 984, 1016, 1018 e 1050. Diversas crónicas e documentos evidenciam uma incursão no Entre-Douro-e-Minho em 1008, o qual poderá ter provocado a morte do conde português, Mendo Gonçalves.
Na incursão normanda de 1015-1016, o Mosteiro de Vairão foi saqueado. Localizado no flanco sul do rio Ave, o mosteiro mantinha e registava eventos na região desde 921. Em 1016, o castelo de Vermoim, a norte do rio, sofreu um assalto violento, por piratas normandos, no qual o conde de Portugal Alvito Nunes foi assassinado. Na Póvoa de Varzim, acredita-se que as suas incursões vão desde a costa até ao rio Este, estabelecendo-se o Rio Ave como limite sul. Várias pistas indicam a colonização normanda em Villa Euracini depois de terminadas estas invasões.
Vindos do sul, em 997, a região foi provavelmente saqueada pelas tropas mouriscas de Almançor, depois deste ter conquistado o castelo de Aguiar de Sousa em 995, fazendo recuar a fronteira com o efémero Califado de Córdova (929 – 1031) para o rio Douro, levando ao caos político, enfraquecimento do poder condal, reforço do poder dos senhores feudais da região e transformações, antes e após o ataque, que punham em causa a autoridade do Reino de Leão, especialmente durante os reinados de Afonso V e Bermudo III de Leão.

## Feudalismo e municipalismo: 1033—1318

### Um grande feudo

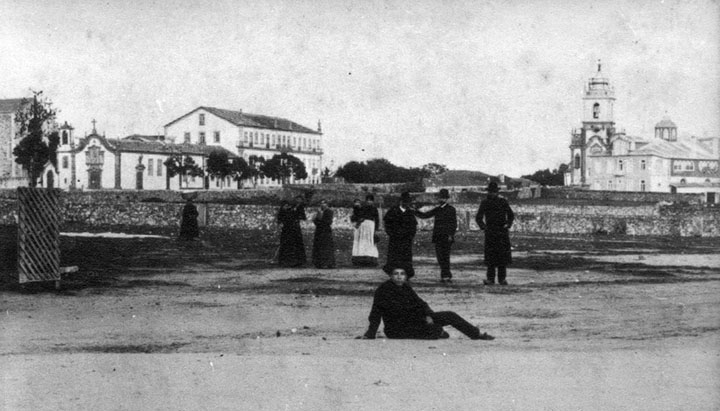
Núcleo de Varzim, Vila Velha a partir de 1343, centro romano e feudal da Póvoa de Varzim. Na imagem, à esquerda, a antiga Igreja da Senhora de Varzim. Do século XI, foi matriz até 1757

No século XI, Guterre Pelágio, que se acredita natural da Gasconha, companheiro de Conde D. Henrique e Senhor de Varzim. Segundo o Livro Velho de Linhagens, compilado por volta de 1270, recebeu reconhecimento senhorial do porto de Varzim e de muitas outras possessões limítrofes por parte do conde. O medievalista Almeida Fernandes crê, com fundamentação, que a concessão feudal é de 1033 e que Varzim terá sido concedido a um mais antigo D. Guterre por Bermudo III, imperador na Galécia e a residir em São João de Rei. Guterre era o terceiro neto de Froila II de Leão. Em 1136, o seu filho Paio Guterres refundou o mosteiro de S. Simão da Junqueira, após doação do Príncipe D. Afonso Henriques, a qual incluía jurisdição e terras envolventes. Guterre e seu filho foram capitães decisivos durante a reconquista.
A Póvoa de Varzim, então Villa Verazim (Vila Varzim), era então um poderoso feudo com um território que se estendia da costa ao monte de Lanudos (Monte de São Félix), monte referenciado em 1198, 1202 e 1203 e ao monte da Cividade de Terroso (1202). Em 1206, Varzim é um território entre os montes de Bastuço e Lanudos, o Rio Este e outros e o mar.
Um dos bisnetos de Guterre Pelágio, Lourenço Fernandes foi um dos cavaleiros que, em 1176 que acompanharam o infante D. Sancho no ataque a Sevilha, cidade islâmica no sul da Península, voltando com bons despojos de guerra. Tinha grande fortuna em Villa Verazim e comprou várias casas e terras no feudo, incluindo metade de um casal perto do seu palácio e herdou 16 propriedades em Varzim, 7.5 em Cunha e várias outras no reino do seu familiar Gonçalo Ramires. No lugar de Veracim dos Cavaleyros (Varzim dos Cavaleiros), núcleo de Varzim e que era honra dos cavaleiros, ao que ele diz que era honra desde há muito tempo, tinha dois paços de filhos e netos.

### Devastação do feudo e fundação do município

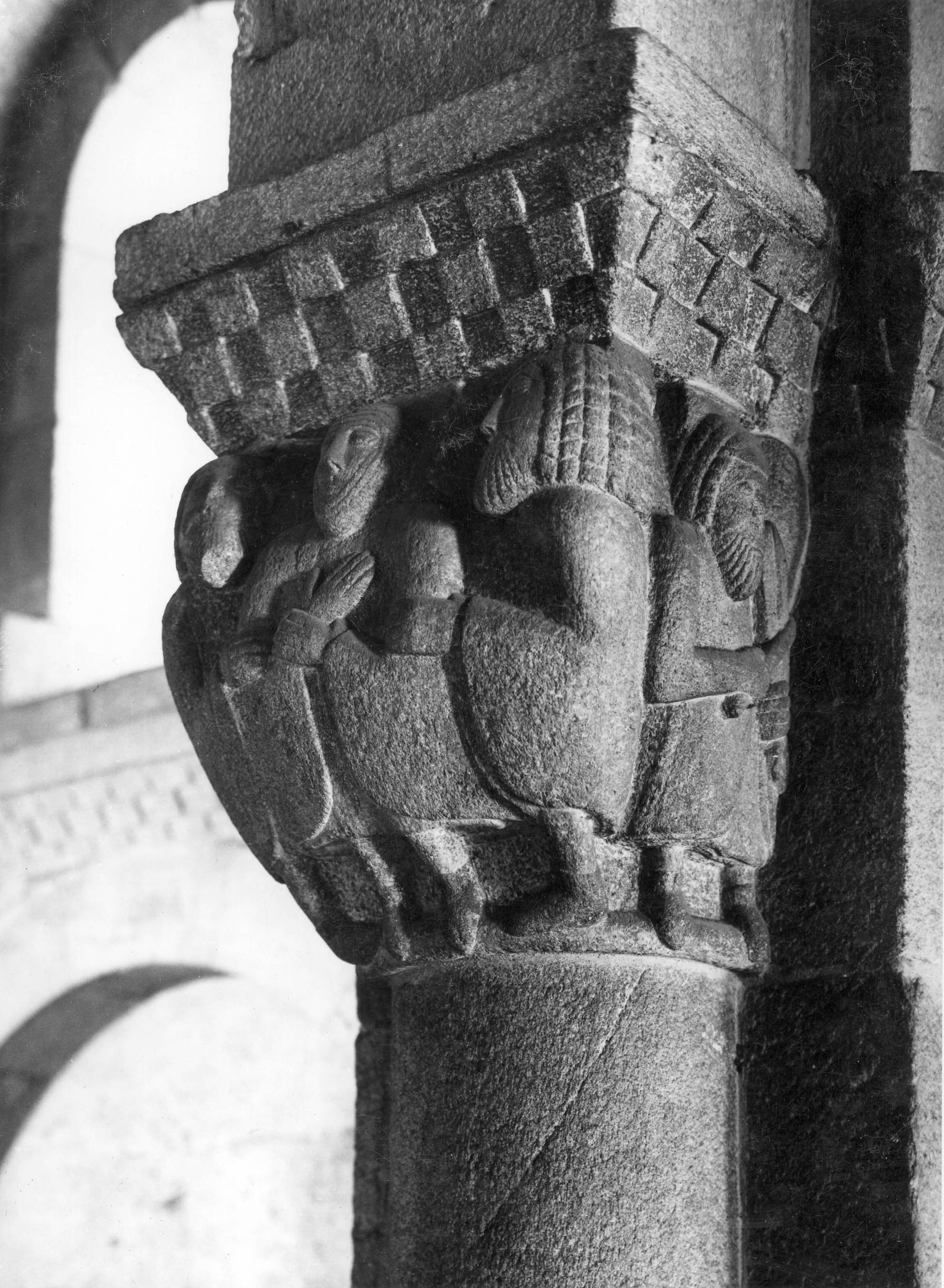
Capitel do Mosteiro de S. Cristóvão de Rio Mau, uma das principais ordens religiosas em Varzim

Sancho, como rei de Portugal, não gostava do poder que D. Lourenço obteve, cujos domínios não se localizavam apenas em Varzim e Cunha, mas tinham-se expandido por várias terras no reino e a sua família conspirava contra o rei, de tal forma que o rei ordenou a destruição de várias das suas propriedades, incluindo 10 dos 17 casais de Varzim e a sua torre em Cunha. O rei tomou a terra, destruiu as propriedades e expulsou os povoadores.
Nas inquirições de 1220, nas terras do rei criadas em Varzim de Jusão, sul de Varzim, que era pousa do mordomo do Rei, havia já 20 casais, que davam ao rei, quando aí vinha, 6 dinheiros por pensão; Por fôro, se não iam ao mar à sexta-feira, pagavam 5 mealhas (pequena moeda de cobre de pouco valor); e pagavam do pescado o seu navão (um peixe de cada barco). Aqueles que não eram pescadores, pagavam 2 soldos ao rei anualmente. Varzim dos Cavaleiros tinha propriedades dos Cavaleiros Hospitalários, herdadas dos senhores de Varzim, e propriedades de ordens religiosas, maioria das quais pertencentes aos mosteiros de S. Cristóvão de Rio Mau e S. Simão da Junqueira. Só contando o reguengo, Argivai e Giesteira havia 81.5 propriedades, 51 pertenciam ao rei, 25.5 aos militares e ordens religiosas, 5 pertenciam à igreja e uma, Quintela, era privada.

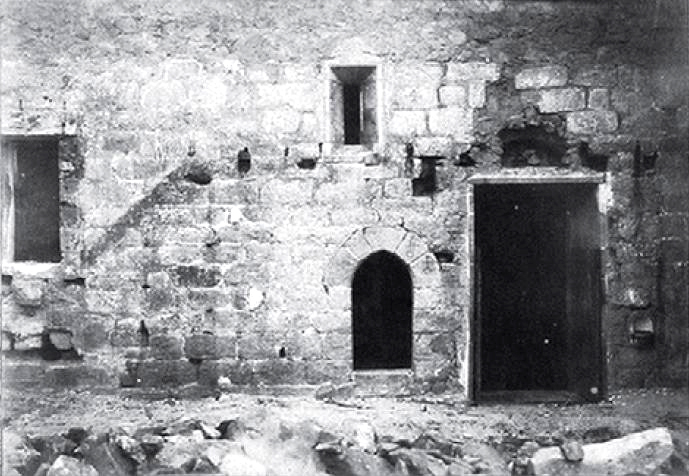
Demolição da Igreja da Senhora de Varzim em 1910. O arco romano-gótico encontra-se preservado no museu municipal e dos escombros foi construída a atual Igreja da Misericórdia

Durante o reinado de Sancho II de Portugal, e enquanto o rei disputava o trono com o seu irmão D. Afonso, que foi convidado pelos cavaleiros para tomar o trono português, Gavião de Varzim usou a oportunidade para destruir as possessões do rei no sul de Varzim. De acordo com uma crónica de 1258, o cavaleiro entrou violentamente nas propriedades do rei, que tinham sido construídas e melhoradas várias vezes, destruiu-as de tal forma, que não se conseguia semear pão, nem carros poderiam atravessar aquele local quando antes o faziam. O cavaleiro sai pela Lagoa do Boído, hoje Praça do Almada, a fronteira com Varzim dos Cavaleiros. O dano foi de tal forma significativo que quando Sancho II perdeu o trono e Afonso tornou-se rei e ordenou o repovoamento das terras reais em Varzim ao Juiz de Faria, este apenas conseguiu povoadores para 15 das 20 propriedades agrícolas, dado que estes temiam represálias dos cavaleiros. O cronista do rei escreveu explicitamente que todo o porto era propriedade do rei.
Um dos filhos de D. Lourenço era Gomes Lourenço, que foi muito influente e padrinho de D. Dinis. D. Gomes Lourenço, deduz-se das próprias Inquirições de 1290, aproveitou as suas relações com pessoas importantes para lhe reconhecerem como honra o porto de Varzim, localizado no reguengo de Varzim de Jusão, tentando convencer D. Dinis de que seu pai, Afonso III, lho tinha usurpado injustamente. Assim, D. Gomes e sua linhagem, que fazem parte da honra de Varzim (honrra de Veracim), vão ao porto obter o navão dos pescadores, com a justificação da honra. D. Gomes e D. Dinis já tinham questões por causa de metade do direito do padroado na igreja de S. Miguel da Cunha, que o tribunal eclesiástico de Braga em 1285 declarou o rei como verdadeiro possuidor.
Em 1308, o rei D. Dinis passou uma carta de foral, doando o reguengo a 54 famílias de Varzim; estes teriam que fundar uma "póvoa", um povoamento medieval, constituírem-se em vizinhos (homens-bons) desse concelho, com eleição de um juiz, um foro colectivo de 250 libras e direitos de aportagem. Dessas 54 famílias,  42 viviam da pesca e as restante doze da agricultura. Apesar das 250 libras por todos, a mercê dava autonomia à comunidade, evitando a ida às justiças de Faria, ao domínio feudal e até ao mordomo do rei, levando ao desenvolvimento do burgo. Uma cláusula do foral manda os povoadores, que trouxessem barcas ou baixeis, com pão, vinho, sal ou sardinhas, e descarregassem no porto da Póvoa de Varzim, dessem de cada barca ou baixel, 7 soldos. Eram os direitos da alfândega que pertenciam ao rei e que substituíam o navão.

## Domínio monástico: 1318—1514

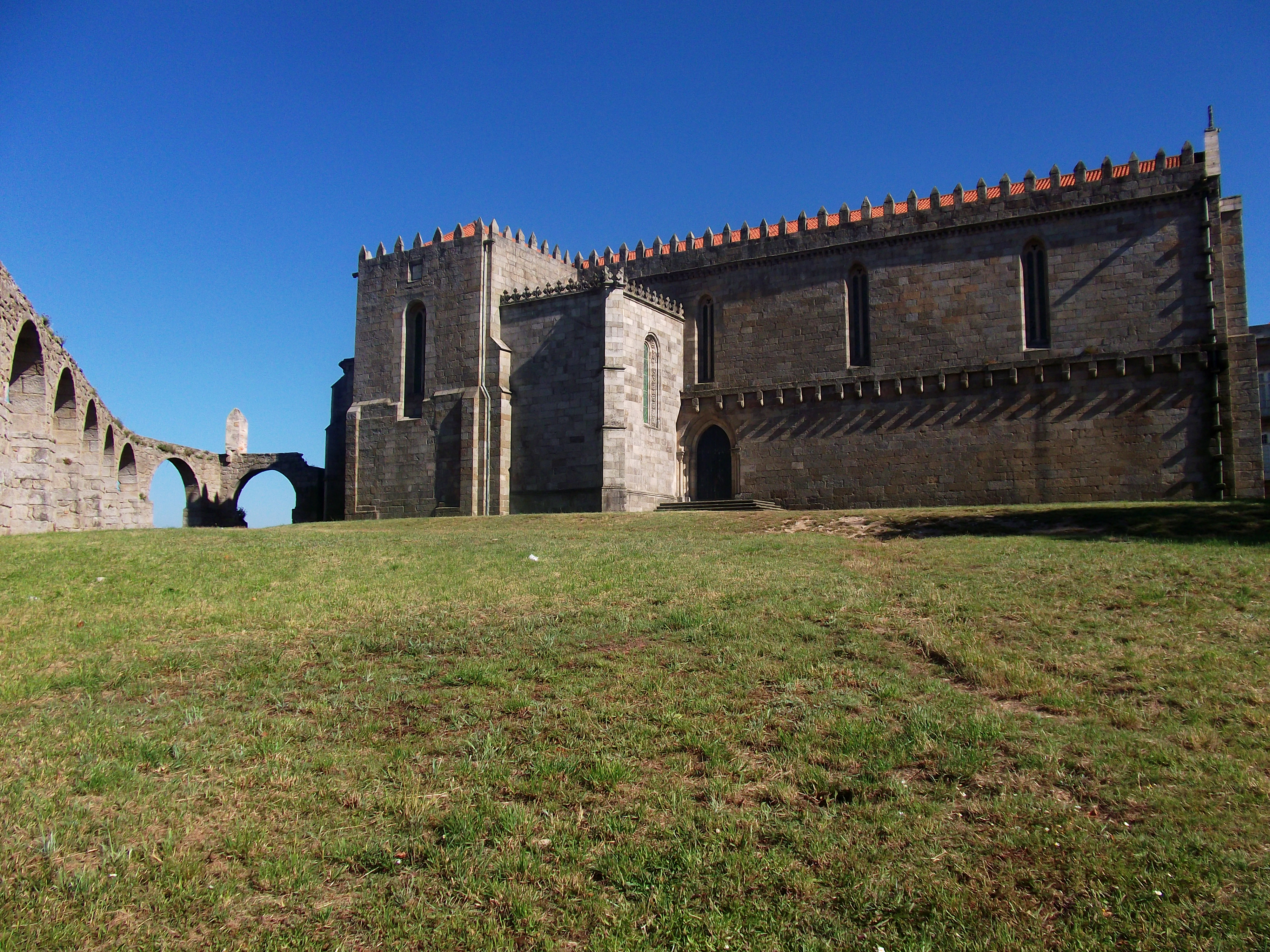
As abadessas do mosteiro taxaram a Póvoa a partir de 1319, levando a relações tensas entre estas e o burgo

Em 1312, D. Dinis doou a Póvoa ao filho bastardo Afonso Sanches, senhor de Albuquerque. Em 1318, D. Afonso Sanches e sua esposa instituíram o mosteiro de Santa Clara de Vila do Conde, com um dote bastante rico, dando-lhe «as nossas villas e luguares que chamam de Povoa de Varzim, e todallas nosas herdades de Touginha e de Veerjz e de Tarroso, e de Formarjz, e de Landõo, e de Nabaaes, e de Miranei, com casaaes e herdades (…). E retemos pera nos e pera aquelles que depois nos vierem a justiça e apellaçõees de Varzim e non al». A Póvoa ficou assim na dependência jurisdicional do Mosteiro, salvaguardados os casos de apelação.
O rei D. Afonso IV nas suas inquirições de 1343 procura saber dos bens das ordens religiosas. A abadessa do mosteiro mostra uma carta grande e, em latim, da qual D. Dinis dera, a Afonso Sanches, Varzim de Jusão, cujo fôro real de 250 libras eram do convento. A abadessa não teria direitos sobre Varzim de Susão (ou Varzim dos Cavaleiros), da Ordem de Malta, nem nos casais do rei.
Em 1367, o rei D. Fernando confirma os foros, privilégios e usos da Póvoa de Varzim, reconfirmados novamente por D.João I, em 1387. Cinco anos antes, o mesmo rei confirmou a jurisdição do Conde de Neiva sobre a Póvoa, desconhecendo-se a data de atribuição, mas por alvará régio de 17 de Fevereiro de 1466, foi determinado por D. Afonso V que nenhuma pessoa poderosa entrasse na Póvoa de Varzim e Vila do Conde.
O domínio do mosteiro foi-se impondo cada vez mais sobre a Póvoa de Varzim, danoso para os poveiros. Quando a Honra dos cavaleiros desapareceu, a abadessa tomou a liberdade de mandar o seu ouvidor confirmar o juiz poveiro (presidente da câmara municipal), ou de julgar as apelações, cobrando até mesmo os dízimos da alfândega, mas desejavam apenas 4$000 réis dos 5$000 rs. que a câmara municipal da Póvoa de Varzim tinha que pagar de acordo com o foral. Relações tensas com o mosteiro foram-se desenvolvendo e os poveiros pediram, de forma repetida, a D. Manuel I que terminasse com a situação e o concelho fosse incorporado na coroa. Por outro lado, as abadessas eram apoiadas por famílias influentes, os pescadores ofereciam espontâneamente solhas às abadessas quando o peixe aparecia nas redes e o povo de forma livre levava a imagem de Nossa Senhora de Varzim em procissão ao mosteiro, dado que a Senhora de Varzim era popular em várias freguesias.
O rei D. Manuel I concedeu um novo foral à Povoa de Varzim em 1514, no qual alterou a parte financeira do antigo foral e acrescentou novos mecanismos para a jurisdição do mosteiro, algo que será posto em prática ao longo dos anos seguintes. Em 1517, o mosteiro foi reformado pelo frade Francisco Lisboa, nomeado por bula papal em 1515, de acordo com o pedido do rei D. Manuel I. A abadessa Joana de Meneses resistiu e foi obrigada a mudar-se para outro convento. Com a câmara municipal e praça pública, a Póvoa de Varzim obteve também um pelourinho, e envolveu-se nos descobrimentos portugueses. O Pelourinho mandado erigir era encimado pela esfera armilar de D. Manuel, símbolo dos descobrimentos.  Em 1537, a Póvoa foi incorporada na Coroa, agrupada na comarca do Porto, conseguindo assim plena autonomia.

## Construtores navais e mercadores: 1514—1707

### Construtores navais e navegadores reconhecidos

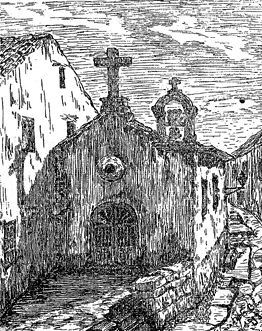
A popularidade da Capela Madre de Deus, no centro do burgo, foi usada para recrutar homens para a atividade mercante

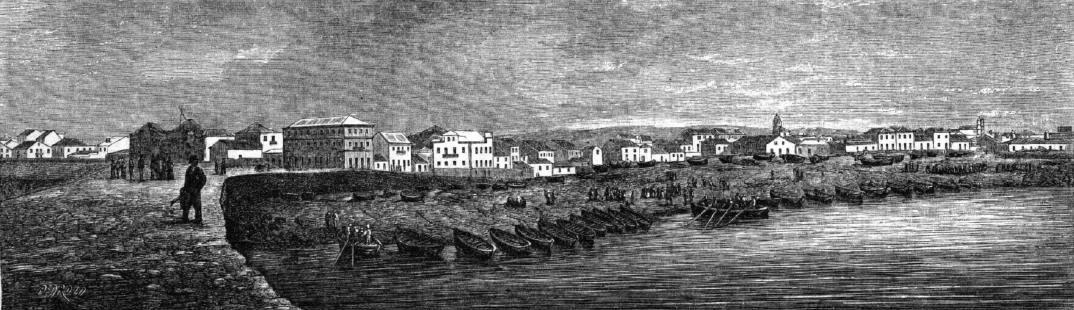
A Ribeira, parte da enseada junto ao Castelo da Póvoa, foi onde se desenvolveram as actividades de construção naval e piscatória

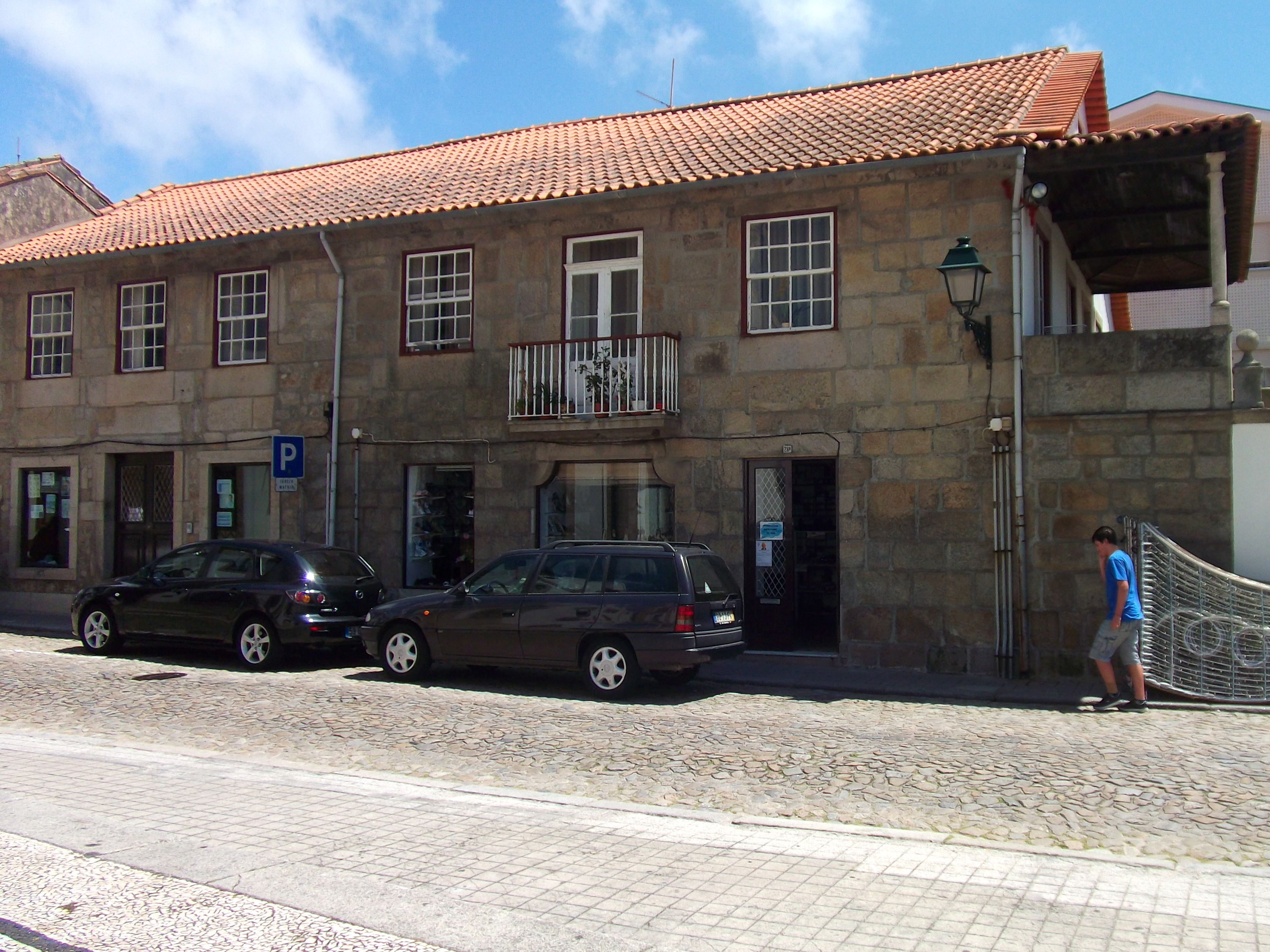
Casa de António Cardia na Praça Velha. Este recapturou a Bahia então detida pelos holandeses e instituiu na Póvoa as celebrações da Semana Santa

No século XVI, os pescadores passaram a desempenhar funções ligadas à actividade marítima, como pilotos ou mareantes na tripulação das naus portuguesas, devido aos seus elevados conhecimentos náuticos. Nesta época as principais profissões eram as de lavrador, mareante, marinheiro, piloto, carpinteiro, calafate e carpinteiro da Ribeira. No reinado de D. João III já era reconhecida a arte da construção naval poveira, levando a que carpinteiros poveiros sejam solicitados pelos estaleiros da Ribeira das Naus em Lisboa devido à sua capacidade técnica.
Na época de Quinhentos dominavam as casas térreas pela Póvoa, mas há indicações da existência de habitações com vários pisos, com vergas de linhas curvas e entalhadas na face exterior. A essa arquitectura mais rica associa-se a classe dos mareantes, senhores ricos, como Amador Alvares, piloto da carreira das Índias, ou dos pilotos Pedro Fernandes, Diogo Pyz de São Pedro, Lourenço Dias entre outros. Esta burguesia era a grande detentora do património imobiliário, em volta da Praça Velha, que a população via como o aglomerado urbano.
Existia uma capela ao redor da Praça Velha, conhecida como Capela Madre de Deus, construída antes de 1521 pelo nobre João Gomes Gaio, pai do cavaleiro João Martins Gaio, este último ligado ao comércio marítimo de Vila do Conde. A capela era o templo mais popular no burgo. Ao estar localizada no centro cívico da Póvoa, o cavaleiro poderia assim recrutar homens para atividades mercantes. Esta família nobre terá sido a principal responsável pelos benefícios que a Póvoa obteve durante este período.
Mercadores poveiros reconhecidos que obtiveram a sua riqueza durante este período foram António Gonçalves na Rota do Brasil, Diogo Pires de São Pedro na Rota de Angola e António Luís na Rota da Índia. Contudo, o local de nascimento de vários navegadores portugueses não é possível de determinar devido à falta de registos de nascimento, e só podem ser associados com a Póvoa pelos seus apelidos (sobrenomes), alcunhas ou registos de óbito. Gomes Martins de Faria, mais conhecido como Gomes Martins da Póvoa, era o dono e capitão de uma nau de 80 túneis na Rota de São Tomé, que se tornou numa nau de guerra de forma a se defender de corsários franceses, ganhou riqueza significativa e fundou a Capela de São Sebastião (c. 1582) na Póvoa de Varzim, e tornou-se juiz ordinário (presidente da câmara) em 1584 e 1587. Diogo Dias de São Pedro, presidente da câmara em 1599, foi o capitão da nau de guerra N.S. Guadalupe, construída no Porto da Póvoa de Varzim, para recuperar Pernambuco dos holandeses. António Cardia, capitão-mor da armada portuguesa, recapturou a Bahia dos holandeses em 1624. Uma das mais antigas ruas da Póvoa tem o nome de Amadinha até aos dias de hoje, que de acordo com uma lenda local, era uma escrava de cor amada por um capitão da marinha, que deixou toda a sua riqueza para ela.
Nos registos do século XVI, o ano 1559 representou um pico em mortes de mareantes poveiros. A maioria ocorreu na Rota das Antilhas, nas Índias Ocidentais. Outras rotas comuns para os mercadores poveiros incluem São Tomé, Flandres, as ilhas, Lisboa e Alicante. Por volta do século XVII, com a união com Castela, a maioria das mortes estavam concentradas nas Antilhas (incluindo as Índias de Castela), Sevilha, Peru e as Índias. Os réis espanhóis favoreceram a livre circulação de pessoas e Sevilha encheu-se de portugueses, alguns dos quais poveiros, e de tal forma que a língua portuguesa era, em algumas ruas, mais falada que o castelhano, e outras terras do Novo Mundo, tal como o Golfo do México, estavam abertas aos mercadores portugueses.

### Aumento da construção naval e expansão urbana
No século XVII, há um aumento da construção naval na zona da Ribeira, e um terço da população estava ligada a esta atividade, construindo embarcações para navegação mercante. A profissão de carpinteiro da Ribeira passou, assim, a ser a principal, seguida de pescador e lavrador. No final do século, descobre-se ouro no Brasil, o que fez aumentar a emigração para essas novas terras.
Até à época seiscentista a actividade piscatória era pouco desenvolvida. O negócio da salga de peixe desenvolveu-se bastante nesta centúria, o que leva a que, um século depois, a Póvoa se transforme na maior praça de pescado do norte do país, abastecendo até mesmo as províncias do interior do país com um batalhão de almocreves.
Este século foi importante para a organização da Póvoa de Varzim. Do ponto de vista civil, fez-se a reforma eleitoral de 1612, a reforma fiscal de 1656 com o Foral de Sisas e a anexação de Aver-o-Mar e a luta contra a Casa de Bragança devido aos limites do termo. Na época assiste-se a uma expansão urbana: o centro cívico da Praça onde se localizava a Casa da Câmara e a Capela da Madre Deus, a zona de Vila Velha onde se localizava a Igreja Matriz e o aglomerado piscatório da Junqueira, em fase de afirmação como novo pólo. A nível religioso, faz-se a formação de associações de cariz religioso, a instituição das celebrações da Semana Santa e as obras de ampliação da Igreja Matriz, situada no Lugar da Mata em Vila Velha.

### Disputas territoriais com a Casa de Bragança

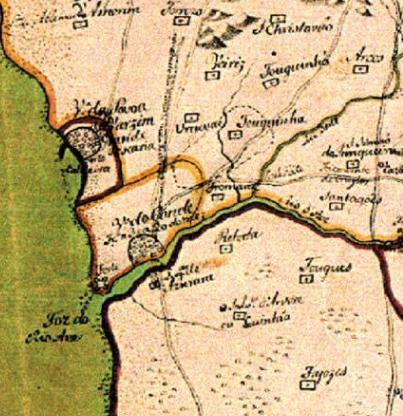
Antigo mapa da Póvoa de Varzim. Limite municipal entre 1537-1707, incluindo apenas a parte sudoeste junto ao porto de Varzim

Nos forais da Póvoa de Varzim, tanto o de D. Dinis e confirmado por sucessivos reis, a Póvoa tinha isenção de termo e o direito de recurso à coroa, vistos como grandes privilégios, mas quando a Póvoa passou para a comarca do Porto, em meados do século XVI, foram criados limites controversos e a Póvoa tornou-se num enclave no Minho. A Póvoa considerava que os limites da Casa de Bragança entravam pela sua vila adentro. As fronteiras a norte e leste com Barcelos (da Casa de Bragança) foram mesmo motivo de confrontos entre o município poveiro e Barcelos, por serem já amplamente habitados. Esta questão estava centrada na Gândara (ou Bairro de Argivai) a oriente, e Vila Velha (núcleo primitivo da Póvoa de Varzim) a norte. Para a Póvoa o seu território correspondia à medieval Villa Euracini.
Para Barcelos, que reclamava a primazia da região, apenas Varzim de Jusão, do foral de D. Dinis, é que deveria ser do concelho da Póvoa de Varzim - o que corresponde apenas à parte sul da freguesia eclesiástica da Póvoa de Varzim, indo desde os lugares da Junqueira até Moninhas, passando pela Mariadeira até Penalva de Regufe e metade de Regufe. Isto não impedia que a realidade paroquial fosse diferente da civil. A Igreja de Santa Maria de Varzim, Matriz da Vigaria, estava fora desses limites, em Vila Velha. O juiz ordinário (presidente da câmara), vereadores e povo pedem ao arcebispo de Braga em 1544, uma "licença para collocarem em sacrario o Sanctissimo Sacramento" na Capela de Madre Deus, o que foi concedido e leva à realização da procissão do Corpo de Deus (Corpus Christi), onde passam a participar os clérigos das paróquias de Beiriz, Amorim, Terroso e Estela a partir de 1591, e os de Laundos, Navais e Argivai a partir de 1625.
A Câmara também conseguiu junto do Cabido de Braga o direito de ser fabriqueiro e Juiz da Igreja estendendo a sua jurisdição para além do termo civil. Em 1694, a discórdia entre as Câmaras da Póvoa e de Barcelos sobre os limites territoriais agudiza-se e é levada a tribunal.
Em 1707, conforme determinação régia, o Corregedor Gaspar Cardoso demarca a vila da Póvoa de Varzim expandindo-a para norte e nascente (passando a incluir os arrabaldes de Vila Velha, Alto de Martim Vaz, Barreiros e Gândara), lugares que fariam parte de Villa Euracini, considerando nulas as demarcações da Casa de Bragança.

## Era de Ouro: 1707—1974

### Ascensão da Póvoa pesqueira e renovação urbana

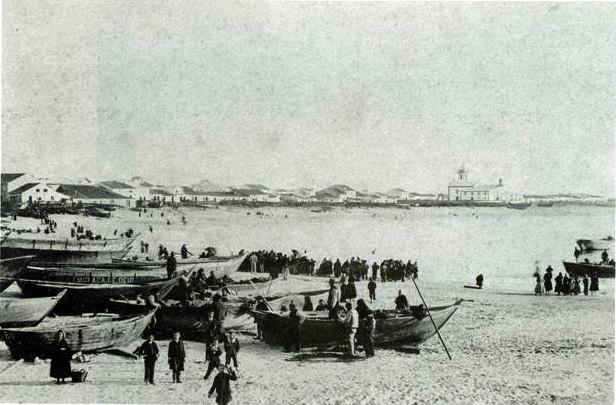
Vista da enseada e do bairro de pescadores. O Farol da Lapa é visível ao fundo

No início do século XVIII, há um declínio dos estaleiros da Ribeira, devido ao assoreamento da costa nacional e os estaleiros poveiros passam a se dedicar à construção de embarcações de pesca. Houve um aumento significativo da comunidade piscatória a partir de meados do século, passando a ser a principal actividade laboral, e no reinado de D. José com o país no meio de uma crise económica, a Póvoa inicia um rápido desenvolvimento. Este desenvolvimento à custa das actividades piscatórias deveu-se, em boa parte, a leis proteccionistas por parte dos reinos de Portugal e Espanha. O pescado que abastecia o mercado nacional era, desde o século XVI, proveniente da Galiza.
É desta altura a construção de várias igrejas e da criação da Santa Casa da Misericórdia. A Confraria de Nossa Senhora da Lapa, Amparo dos Homens do Mar fundada em 1761 pelos pescadores pede o aforamento dos «chãos de areia» para que fossem autorizados de aí fixar as suas casas, levando a que seja levantado um bairro piscatório planeado.

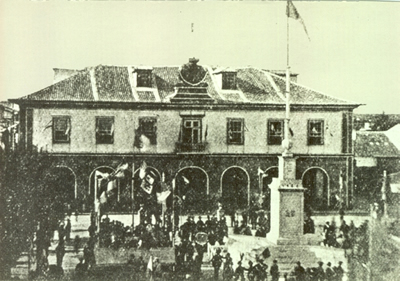
A câmara municipal em meados do século XIX

Nas Memorias economicas da Academia real das sciencias de Lisboa diz-se que os pescadores da Póvoa de Varzim são os mais atendíveis de toda a costa do Minho, e são os mais peritos e mais práticos desde o Cabo de São Vicente a Caminha, com um número considerável de pescadores, embarcações e aparelhos de pesca, cujo resultado é uma muito considerável quantidade de pescado, notando que "Os Pescadores da Povoa de Varzim andão continuamente no mar, eles não se contentão com a Pescaria feita perto da Costa, vão buscar peixe a mares, que ficão a dez, e doze legoas desviados da dita Villa." Em 1789, contavam-se 1340 pescadores, entre pais e filhos. A Póvoa tinha 900 fogos, maioria dos pescadores e o restante de ofícios mecânicos, porém poucos.
O corregedor Almada, através da provisão régia de 1791 por Maria I reestruturou a urbanização da Póvoa de Varzim, criando uma Praça Nova onde são levantados uns paços do concelho monumentais, é levantado o aqueduto de Coelheiro para levar água até ao centro da urbe, ergue-se o paredão do porto da Póvoa de Varzim, constroem-se as Casas da Cadeia, Rio Novo e Rua Nova das Trempes. D. Maria I a fez ainda sede de um juiz de fora.
Um dos inventários da pescaria poveira nota que para o ano de 1866, o produto das transacções realizadas na Póvoa, tanto pelos pescadores directamente como pelas pessoas que negoceiam o pescado, elevava-se a 230 000$000 réis e o produto das pescarias vendidas de Caminha à Figueira da Foz era de 180 000$000 réis. O imposto pago na estação fiscal foi de 5000$000 réis. Saiam anualmente para a cidade do porto 1600 barricas de sardinha e mais de 3000 cargas de peixe. Porém, o número de cargas para o Minho, Trás-os-Montes e Beira Alta era incalculável. Dizia-se que "asseguram os conhecedores da Povoa que se, em qualquer mappa estatistico, podesse figurar com verdade a importancia da exportação do peixe para aquellas provincias, poucas pessoas o acreditariam, por se lhes figurar maravilhoso."

### Os banhos da Póvoa, o jogo e a cultura erudita
As águas particularmente ricas em iodo da Póvoa, derivada do elevado número de algas que aportam nas praias poveiras, levam que, a partir de 1725, monges beneditinos percorram distâncias para tomar os "banhos da Póboa", em busca do iodo, considerado vigorante, e curas para problemas de pele e ossos através de banhos de mar e sol. Ao longo do século XVIII já outras populações se deslocavam à Póvoa com o mesmo propósito

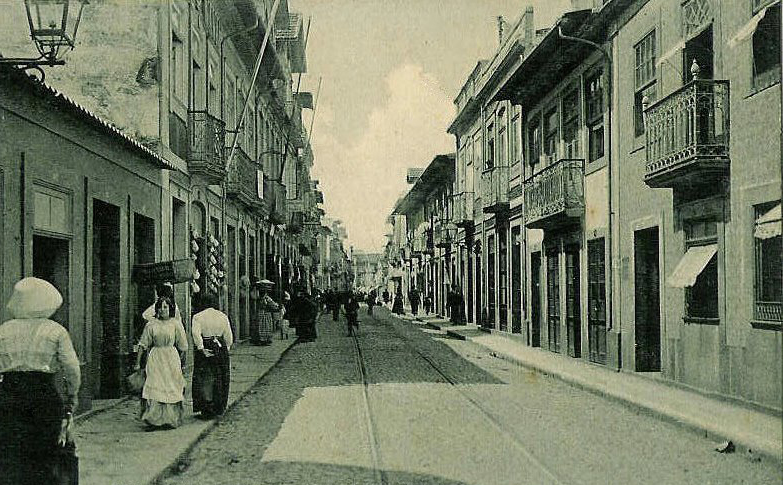
Rua da Junqueira em 1919. O primitivo bairro piscatório da Póvoa de Varzim e, desde o século XVIII, zona comercial burguesa

A partir do século XIX, a afluência intensificou-se sobretudo entre as classes abastadas do Entre-Douro-e-Minho, levando a tomar feição cosmopolita, à afirmação da burguesia no centro da cidade e ao desenvolvimento do lazer. Surgem vários hotéis, teatros e salas de jogo.  A Póvoa de Varzim floresceu culturalmente. Tornou-se então reconhecida pela sua cultura literária refinada, patrocínio na música e teatro, e tertúlia intelectual. Tornava-se então no mais popular destino de férias do Norte de Portugal.

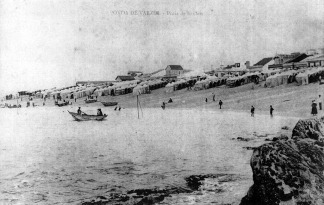
Fotografia antiga da praia de banhos publicada num jornal em abril de 1882

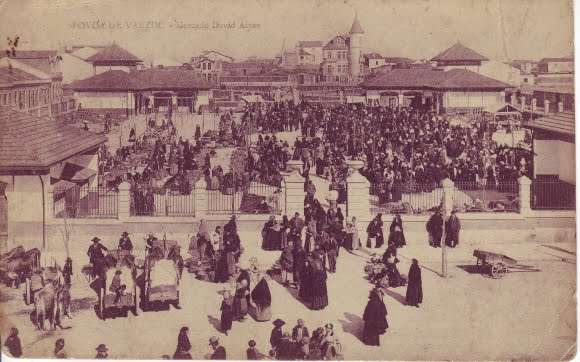
A "Praça" em 1909 - Substituiu em 1900 a Praça do Almada e a Praça Velha medieval como localização do mercado público

Esteve hospedado na Póvoa o ex-Rei Carlos Alberto da Sardenha que, com quatro outras personalidades, ali tinha chegado a 18 de Abril de 1849, logo depois de ter perdido a Batalha de Novara e abdicado a coroa para o príncipe real Vítor Manuel, que se tornou Rei da Itália.
O escritor Ramalho Ortigão, em As Praias de Portugal '(1876) descreve a Póvoa como "o caravansará dos habitantes do Minho em uso de banho ou de ar do mar."  procurada "desde o mendigo legendário, o mendigo dos melodramas e das feiras minhotas, de muletas, de alforge ao pescoço e de grandes barbas esquálidas, até o poderoso commendador brasileiro, de camisa de Bretanha anilada como um retalho de céu pregado no peito com um brilhante.” O escritor e jornalista Alberto Pimentel escreve em 1881: “Povoa de Varzim. A mais movimentada de todas as praias que eu conheço. Parece uma peça de Sardou. Ha lojas cheias de gente e gente para encher as lojas. Falla-se, descute-se, joga-se, dança-se. Há animação. A noite, a villa enche-se de luz e de murmúrios. Tem um aspecto venesiano, vista do mar. O amor faz ali cincoenta casamentos por anno; mas as victimas da roleta são em muito maior numero."
A Póvoa era também famosa pelos balneários de banhos quentes. O primeiro balneário de praia da Póvoa foi o Oceania na Avenida dos Banhos entre a Esplanda do Carvalhido e o Café Guarda-sol e entrada pela Rua do Ramalhão, 13. Posteriormente abriram o Balneário Povoense na Rua Tenente Valadim, junto ao atual Casino, e o Balneário Lusitano no Passeio Alegre. Ainda hoje na crença popular poveira acredita-se que a água do mar tem efeitos benéficos, especialmente quando a maré estiver baixa.

### Consolidação territorial

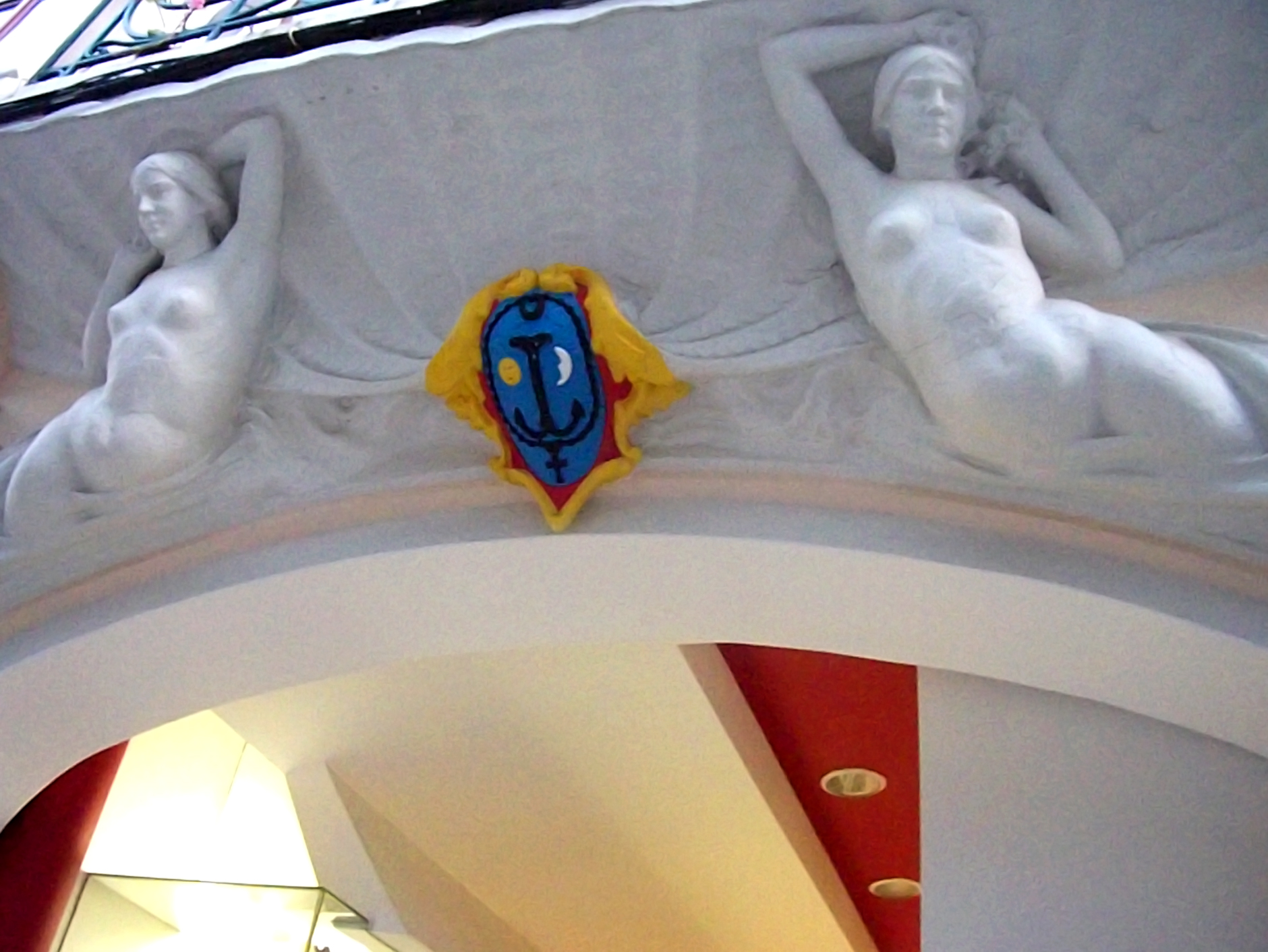
Expressão burguesa do Brasão da Póvoa de Varzim

Com a grande reforma administrativa de 1836, a Póvoa de Varzim anexou paróquias que, a maioria, eram terras dos Cavaleiros de Varzim durante o período feudal. Ainda na Idade Média, estas foram integradas nas Terras de Faria, posteriormente incorporadas no termo de Barcelos no século XV: Argivai, Balazar, Estela, Laúndos, Navais, Terroso, Outeiro Maior, Parada, Rio Mau, Santagões. Incorporou também o concelho de Rates, a vila foi extinta e transformada em paróquia civil (freguesia) em conjunto com as paróquias eclesiásticas.
Contudo, Amorim e Beiriz, pelo meio do termo da Póvoa, passaram para o termo de Vila do Conde. A Póvoa de Varzim iniciou incessantes reclamações. Por intermédio do deputado Ferreira de Castro foi assinada uma representação às Cortes na sessão de 22 de Maio de 1837. No entanto, as pretensões poveiras não foram atendidas.
Em 1842, a representação da câmara municipal na Junta Geral do Distrito pede as freguesias de Amorim e Beiriz, oferecendo Outeiro Maior, Parada e Santagões em troca. Em 1849, a câmara deliberou levar novamente a questão à Representação Nacional, pela segunda vez, para que sejam incorporadas Amorim e Beiriz, principal queixa para dar continuidade ao seu concelho, e as freguesias de Touguinhó e Arcos por estarem a norte do Rio Este.
Pelas reformas de 31 de Dezembro de 1853, troca Outeiro Maior, Parada e Santagões por Amorim e Beiriz com a vizinha Vila do Conde, vendo assim a principal questão resolvida. Contudo, contra os seus desejos, Rio Mau foi para Vila do Conde e Balazar para Vila Nova de Famalicão. Em 1854, a câmara da Póvoa pede a devolução de Balazar e Rio Mau, e acrescenta Touginhó e Arcos que estavam em Vila do Conde. Por outro lado, Vila do Conde pede Argivai e Rates, chegando mesmo a requer a anexação da Póvoa para que seja formada uma cidade conjunta, o que leva a protestos da câmara da Póvoa porque já, na altura, a Póvoa tinha mais do dobro do número de fogos que Vila do Conde. Passados dois anos, a Póvoa consegue recuperar Balazar que tinha ido para Vila Nova de Famalicão.
A partir do século XVIII, a população piscatória poveira florescia e dado a colmeia de pescadores estar localizada no limite sul do município, o crescimento para as praias marítimas desabitadas de Vila do Conde foi natural. No século XVIII, Poça da Barca, que certos dados colocavam no termo de Vila do Conde, mas ainda na enseada da Póvoa, estava povoada por pescadores poveiros. Este facto originou um novo processo de litígio entre a Póvoa de Varzim e Vila do Conde, sustentado na ideia, defendida pelos poveiros, de que Poça da Barca deveria administrativamente pertencer à Póvoa de Varzim.  A 15 de Março de 1858, um ofício do Governo Civil refere para que a Póvoa troque os lugares de Cerca e Quintela de Argivai (por serem contíguos a Vila do Conde), pelos de Poça da Barca e Regufe, tal como a Póvoa havia requerido. No entanto, no dia 16 um novo ofício declara lesiva para Vila do Conde tal anexação, se não se derem os lugares de Cerca e Quintela. Os moradores de Poça da Barca requerem a anexação à Póvoa.  No dia 17, a câmara da Póvoa aceita ceder os ditos lugares ficando com o território até ao cruzeiro da Areia (hoje Igreja Senhor dos Navegantes), no entanto, a alteração administrativa não se fez até hoje. Em 1890, é apresentado ao Parlamento, o projecto de anexação da Poça da Barca e de Regufe à Póvoa, sem sucesso.

### Revoltas, crise e revolução dos transportes

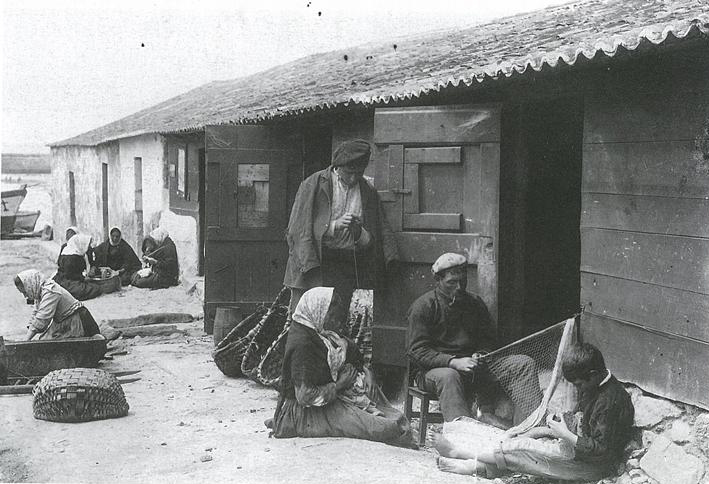
Condições de vida dos pescadores poveiros. cerca 1900 a 1915

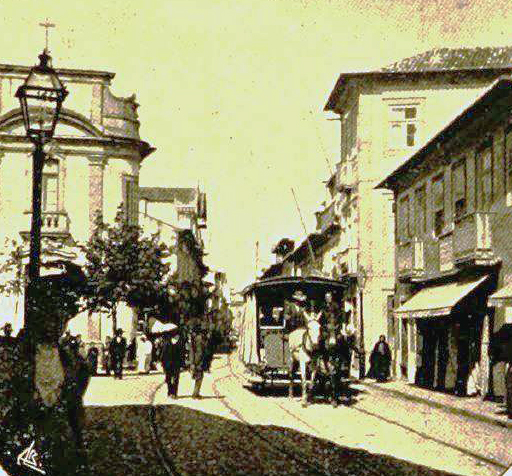
Americano no Largo de São Roque e Rua da Junqueira em 1914

O final do século XIX e início do XX foram importantes para o desenvolvimento dos transportes e para a organização da Póvoa de Varzim, com o desenvolvimento a ser estimulado pela importância da Póvoa no turismo e cultura erudita. Abriram estradas nacionais a ligar a cidade a Barcelos, Famalicão e Viana do Castelo. Carris foram colocados nas ruas da cidade em 1874 para a circulação de carros americanos e investidores privados financiaram a construção de caminhos-de-ferro ligando a cidade ao Porto em 1875 e à região do Baixo Minho em 1878.
Em 1875, o julgado da Póvoa é elevado a comarca no dia 16 de Junho. Apesar disso, a Póvoa não beneficiou muito do Regime Liberal e esteve envolvida na revolta de 31 de Janeiro de 1891, albergou e dando fuga para Espanha, num barco poveiro, a Alves da Veiga.
Os jesuítas, depois de expulsos da Póvoa, regressam no final do século XIX, e iniciam a construção da basílica do Sagrado Coração de Jesus em 1890. A elite poveira, incluindo republicanos e maçons, encorajam protestos populares contra os jesuítas por acreditarem que estes eram responsáveis pela ignorância e crenças do povo, culminando no protesto de 1901. Operários e artesãos serão responsáveis por muitos dos distúrbios.

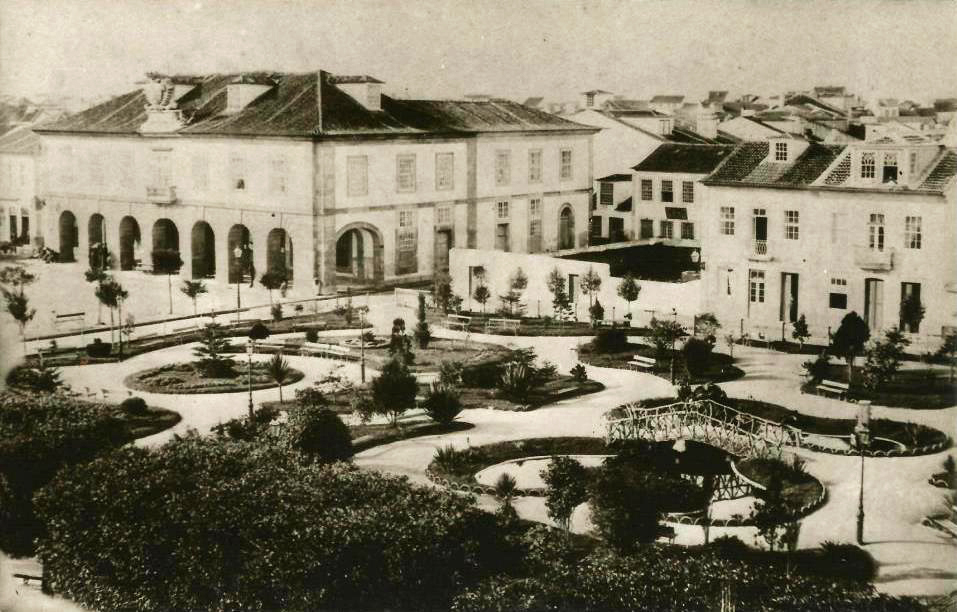
Câmara na Praça do Almada em 1917. As hostilidades entre republicanos e monárquicos agudiza-se e leva à insurreição monárquica de 1919

O final do século XIX foi dramático para os pescadores poveiros. A sobre-pesca por barcos a vapor autorizados pelo governo nacional, nomeadamente com a rede de malha miúda que apanha até mesmo o peixe juvenil, faz com que a abundância de peixe de outrora, e que tinha levado à prosperidade da comunidade, comece a rarear de forma muito significativa, criando problemas sociais graves e à emigração dos pescadores. O temporal de 27 de Fevereiro de 1892 causa a maior fatalidade conhecida na comunidade piscatória poveira, quando sete lanchas poveiras naufragam e com elas morrem 105 pescadores, ao largo da praia.Na sequência desta tragédia e por insistência da Rainha Dona Amélia, foi criado o Real Instituto de Socorros a Náufragos, uma instituição que tinha como objetivo garantir a salvaguarda da vida humana no mar.

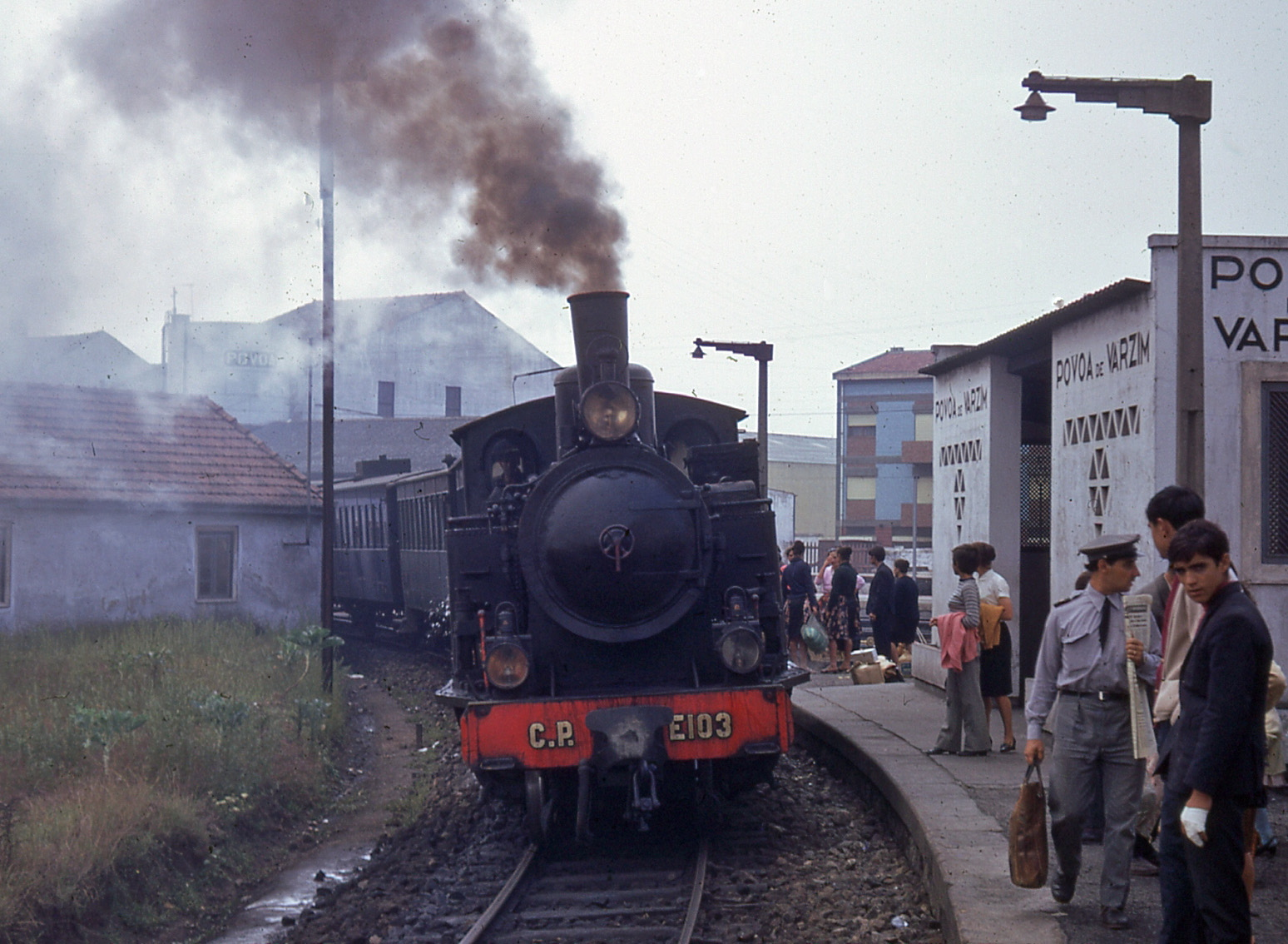
Comboio a Vapor na Póvoa da Varzim em 1970. A linha da Póvoa atraia entusiastas europeus que a viam como um museu vivo com uma coleção de locomotivas notáveis, algumas das quais do século XIX

A implantação da República em 1910 foi controversa na sociedade local, não tendo sido bem aceite por parte da população religiosa e conservadora. O representante da república viu-se obrigado a se abrigar da população em fúria no Palacete do Postiga, hoje edifício da Polícia de Segurança Pública, enquanto outros populares celebraram a chegada da República pelas ruas da cidade. As hostilidades entre republicanos e monárquicos agravaram-se em 1917 e a monarquia foi declarada como restaurada na Póvoa de Varzim em 20 de Janeiro de 1919, um dia depois de ter sido declarada no Porto. Um evento que ficou conhecido como a Monarquia do Norte. A insurreição durou até 13 de fevereiro de 1919.
O primeiro projeto de urbanização na orla marítima foi desenhado em 1891. O plano de urbanização local denominado Plano Geral de Melhoramentos de 1920 foi mesmo uma referência para Portugal do início do século XX.

### Estado Novo: Poveiros, exemplo dos portugueses

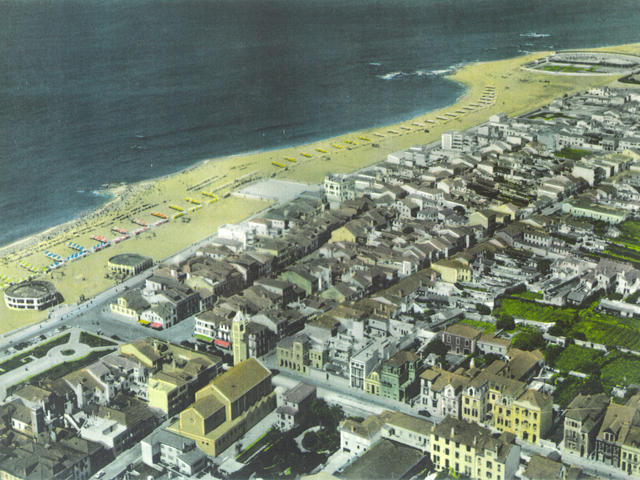
A linha de costa do Bairro Norte

O desenvolvimento da pescas no século XVII, da talassoterapia nos século XVIII e do lazer balnear no XIX, levam a que a Póvoa, no início do século XX fosse já maior que muitas das cidades portuguesas, referindo-se por isso, por vezes, como "vila-cidade".  O vilacondense e poverista Baptista de Lima, aquando da elevação da vila vizinha de Barcelos em 1928, promove também a alteração do estatuto de "vila" para "cidade" à Póvoa de Varzim. No entanto, encontrou a oposição de outros poveiros que viram nisso desvantagens.
Salazar apreciava a Póvoa de Varzim e as suas gentes e tornou conhecido em todo o país a figura do Cego do Maio através de um texto na Cartilha da 4.ª classe, mitificando a dignidade e a coragem do pescador simples da região. Salazar era visita frequente de algumas famílias locais, com Virgínia Campos, com a benemérita Maria da Paz Varzim e a família Amaral. Eram vistas com frequência altas figuras do regime na histórica Ourivesaria Gomes da rua da Junqueira.
A massificação do turismo balnear, para o povo e agora não apenas para as elites, entre os anos 1930 e 60 levaram a um novo desenvolvimento urbanístico, que ultimou na atribuição do estatuto de cidade à Póvoa em 16 de Junho] de 1973, através do decreto 310/73. É durante o Estado Novo que é finalmente construído o porto de abrigo por toda a Enseada da Póvoa ou o Palácio da Justiça.

## Decadência e a Póvoa contemporânea: 1974—presente
Na época contemporânea, a indústria pesqueira perdeu a maior parte da importância histórica. A Póvoa de Varzim tornou-se uma cidade de serviços, mas ao contrário de outras áreas urbanas do Porto, não é uma comunidade-dormitório. É um dos pontos focais do Norte de Portugal, desenvolveu um estilo cosmopolita e serve de centro para municípios vizinhos.

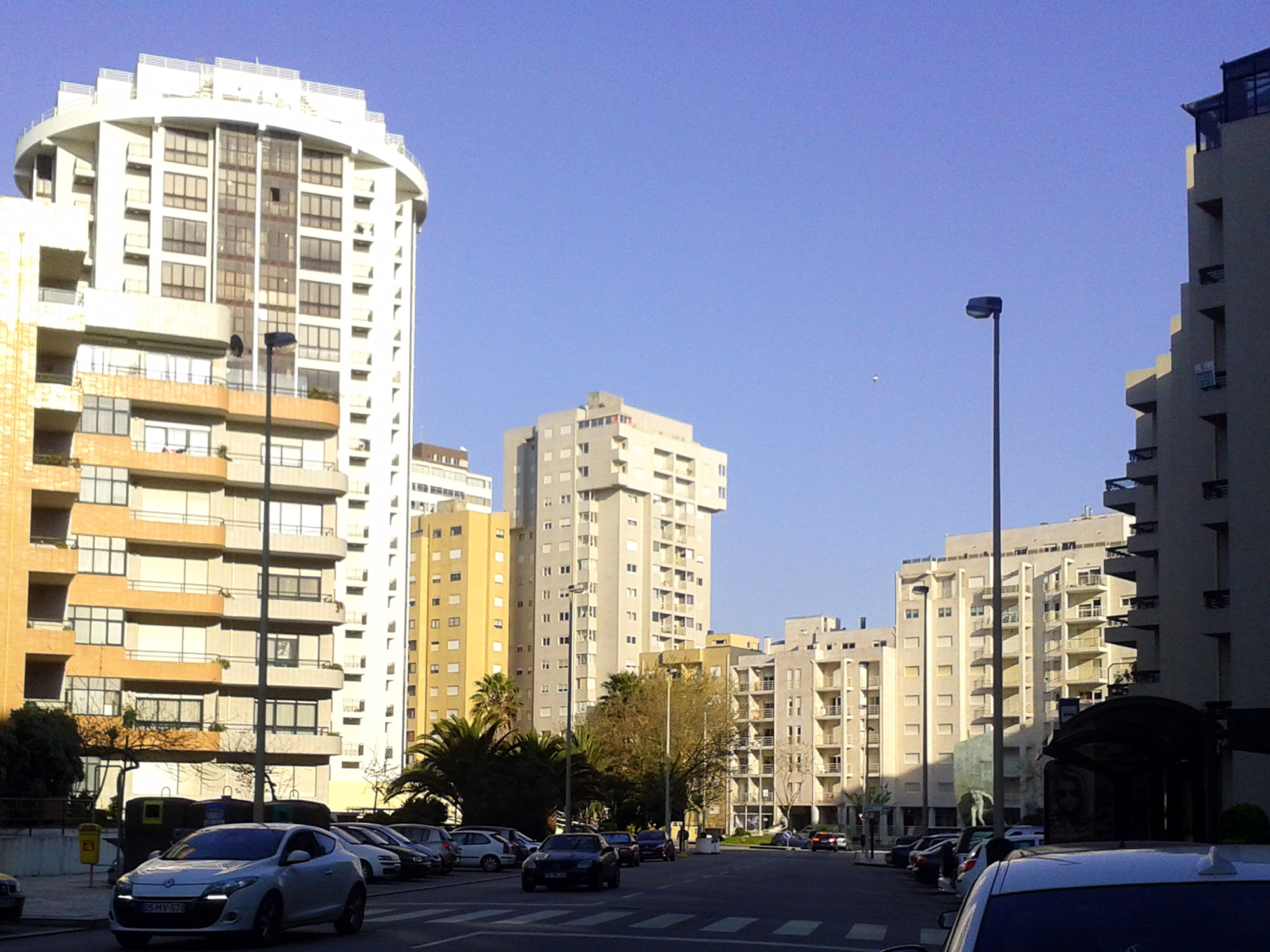
Densidade urbanística na Nova Póvoa. Bairro com forte desenvolvimento nas décadas de 1970 e 1980

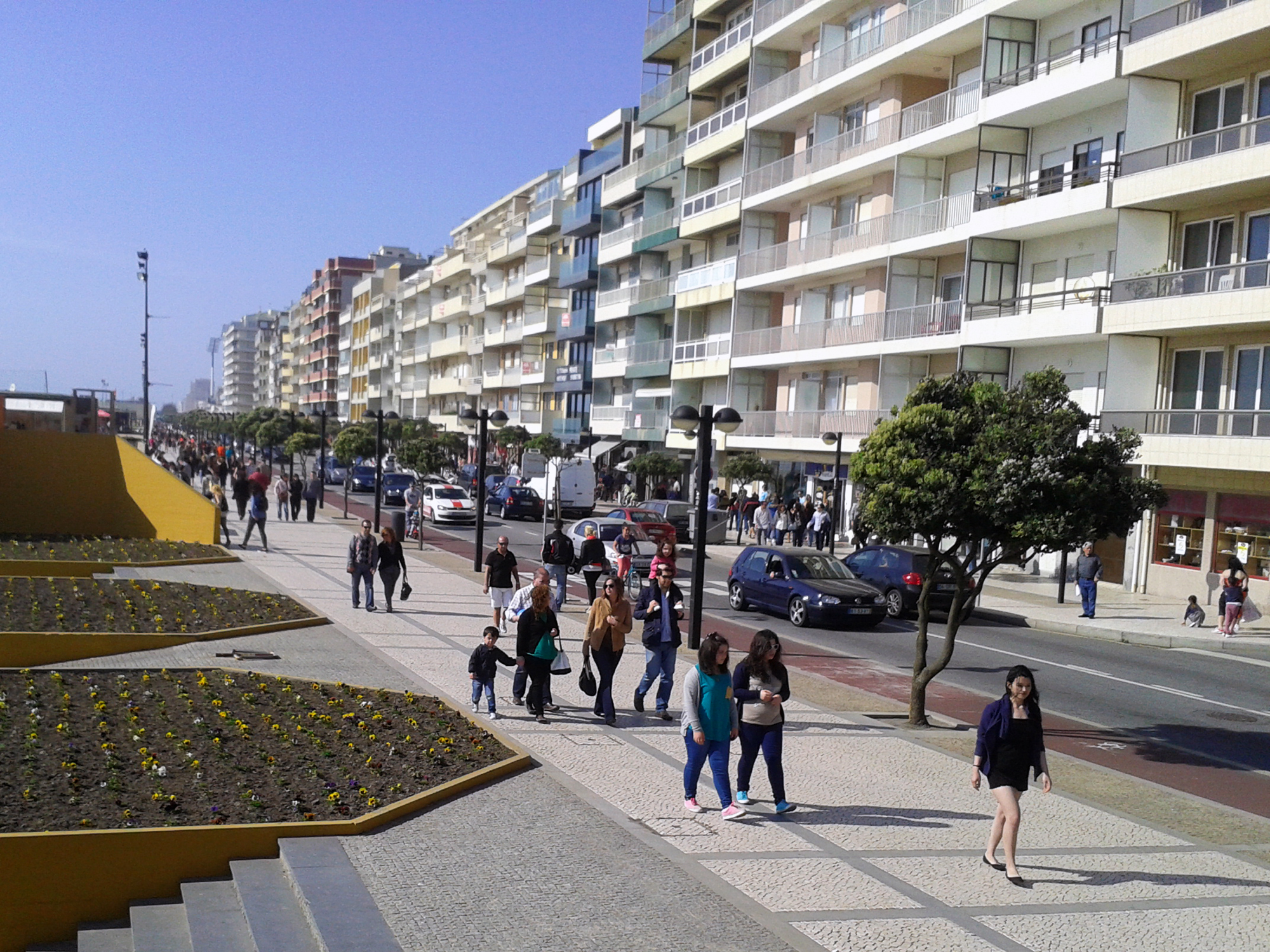
Avenida dos Banhos durante um feriado na primavera. Outrora procurada no verão e para longas estadias, o padrão contemporâneo de estadias curtas e dispersas é potenciado pela autoestradas A7, A11 e A28

No final da década de 1970 e ao longo de toda a década de 1980, iniciou-se um novo processo acelerado de transformação urbanística, desta vez desordenado, dominado pela especulação imobiliária, ao nível de preços dos solos, construção e reconstrução, e à continuação da expulsão da população tradicional do Bairro Norte, por processos de gentrificação, em especial dos carismáticos pescadores, que vendem as suas propriedades aos agentes imobiliários e fixem residência no espaço livre a sul da cidade (Caxinas e Poça da Barca, no termo de Vila do Conde), levando aí também a uma urbanização bastante acelerada e a ligar urbanisticamente a Póvoa e Vila do Conde, até então separadas por território despovoado. O que por último, provoca a perda de população nos limites físicos da cidade e perda de influência regional.
A cidade também tinha-se expandido significativamente dentro do perímetro municipal e, em 1995, o limite urbano era já considerado significativamente obsoleto. A área contemporânea da cidade, agrupando território de várias freguesias, foi definida a 7 de abril de 1995 e as medidas para um novo plano de urbanização foram aprovados pelo governo nacional. No final de 2002 o plano foi sujeito a discussão pública e aprovado pelo governo nacional em janeiro de 2006.

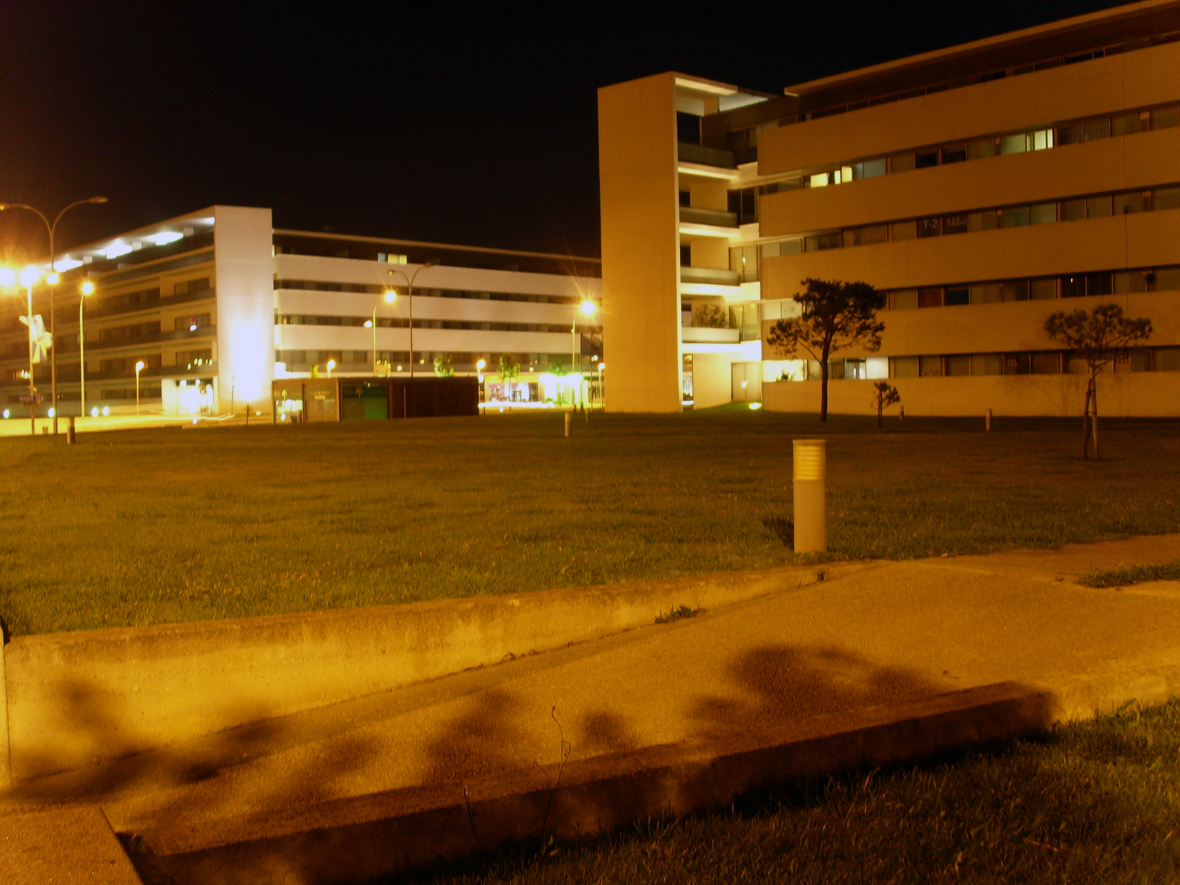
Canal de acesso da Avenida 25 de Abril

A única instituição de ensino superior da cidade, a Escola Superior de Estudos Industriais e de Gestão foi fundada em 1990 no centro da Póvoa de Varzim e relocalizada para a periferia urbana em 2001.
No final da década de 1990, a cidade inicia um processo de regeneração urbanística e pedonalização visto que finalmente pode começar a usar os recursos da concessão de jogo, nomeadamente na requalificação das principais ruas e praças. Isto coincidiu com um período no qual não havia investimento governamental no município, nomeadamente através do programa de investimento, o PIDDAC, provocando protestos.
Com o novo plano urbanístico, a zona interior urbana passou a ter atenção por parte do município. Em 2007 foi oficialmente inaugurada a Avenida 25 de Abril, uma avenida-parque urbana de circunvalação, e o Parque da Cidade da Póvoa de Varzim foi inaugurado em 2009.
A população urbana expandiu-se em 23% entre os censos de 1991 e 2001, depois de ter perdido 1,3% na década anterior. No censo de 2011, o município perdeu população pela primeira vez na história moderna, com uma queda de -0,1%, devido a um forte declínio populacional nas freguesias agrícolas a norte da cidade (Aguçadoura, Navais e Estela), apesar do centro da cidade ter aumentado o número de residentes em 2,2%. Em 2013, são eliminadas algumas estruturas civis das freguesias, levando à redução do número destas em volta do núcleo urbano.